# Miguel VIII Paleólogo
Miguel VIII Paleólogo (en griego: Μιχαήλ Η΄ Παλαιολόγος, romanizado: Mikhaēl VIII Palaiologos; 1223-Pachomion, 11 de diciembre de 1282) gobernó como emperador bizantino desde 1259 hasta 1282. Miguel VIII fue el hijo del megas domestikos Andrónico Paleólogo y Teodora Paleólogo. Miguel VIII fue el fundador de la dinastía de los Paleólogos que gobernaría el Imperio bizantino hasta la caída de Constantinopla en 1453. Reconquistó Constantinopla del Imperio Latino en 1261 y transformó el Imperio de Nicea en un Imperio bizantino restaurado. Diplomático consumado, con su hábil política consiguió neutralizar a los enemigos de Bizancio y expandió las fronteras del Imperio. Debido a su aceptación de la Unión de las Iglesias en Lyon, se enfrentó a una determinada oposición. En el plano administrativo, amplío el poder del coemperador.

## Orígenes familiares
Miguel era de origen noble: entre sus antepasados estaban los emperadores griegos de las dinastías de los Ducas, los Comnenos y los Ángeles, y es muy posible que destacara entre la nobleza griega de su tiempo. Miguel firmaba "Miguel Paleólogo Ducas Ángelo Comneno".
Su abuelo, Alejo Paleólogo, que usaba el título de déspota, había casado con la hija del emperador Alejo III Ángelo, Irene, quien era la primogénita de la dinastía Ángelo. Alejo Paleólogo hubiese podido reclamar el trono, muerto Alejo III, si su esposa no hubiera fallecido antes de tiempo. Su hija, Teodora Ángelo Paleólogo, casó posteriormente con el Gran doméstico Andrónico Paleólogo, bisnieto de Andrónico I Comneno.

## Juventud y ascenso
El futuro emperador nació en 1224 o 1225. Los contemporáneos señalan que Miguel VIII combinó con su belleza natural, una mente rápida y aguda, la velocidad de sus propias decisiones, su energía, coraje, generosidad y eficiencia.
Como se mencionó anteriormente, Miguel fue muy generoso, y entre sus antepasados había muchos emperadores. Además, Nicéforo Grégoras escribió que, incluso en su temprana juventud, recibió repetidas profecías sobre su ascenso al trono, lo que solo fortaleció su deseo de algún día convertirse en emperador. Incluso durante el reinado del emperador Juan III Ducas Vatatzés, en 1253, se hizo una denuncia contra Miguel sobre una posible conspiración para tomar el poder en Nicea. Se desconoce si esto es cierto. Es curioso cómo Miguel mantuvo el interrogatorio, que se dio durante la investigación. Como las acusaciones en su contra resultaron ser inestables, a Miguel se le ofreció pasar por la prueba del juicio de Dios: recoger hierro al rojo vivo. Se creía que si las manos del inculpado permanecían enteras, este era inocente; de lo contrario era reconocido como un criminal.
En respuesta, no sin ironía, le dijo al Metropolitano de Filadelfia Focio, allí presente: “Soy un hombre pecador y no hago milagros. Pero si usted, como Metropolitano y hombre de Dios, me aconseja que haga esto, entonces póngase toda la vestimenta sacerdotal, como de costumbre, acérquese  al altar divino y párese ante Dios, y luego con sus manos santas, con las que generalmente toca el sacrificio divino del Cuerpo de nuestro Señor Jesucristo, ponga el hierro en mis manos. Y luego confío en el Señor Cristo, de que desprecie mis pecados y revele la verdad de una manera milagrosa". El metropolitano objetó que era una costumbre bárbara tomada por los romanos de otros países, y por lo tanto él, como sacerdote, no podía participar en ella. Pero Miguel respondió: “Si fuera un bárbaro y me criaran en costumbres bárbaras, entonces sería castigado de acuerdo con las leyes bárbaras. Sin embargo, como soy romano y vengo de los romanos, ¡según las leyes romanas, que me juzguen!" los cargos contra él fueron retirados y fue declarado inocente.
Miguel continuó su carrera y pronto obtuvo gran influencia. Los campesinos le idolatraban por su amabilidad y generosidad, y los soldados, que derrotaron repetidamente a sus oponentes bajo su mando, consideraron afortunado servir bajo el mando del Paleólogo. Pero a los Láscaris los éxitos de Miguel les parecían alarmantes. En 1256, Miguel fue informado de que el emperador Teodoro II Láscaris ordenó su cegamiento ante otro cargo de traición y un intento de tomar el poder real. En ese momento, el Paleólogo comandaba tropas en Bitinia. Aparentemente, las sospechas resultaron ser infundadas, ya que un día declaró ingenuamente a sus camaradas: "A quien Dios permite reinar, no es culpable si invocan su reino". Era poco probable que se tratara de un caso aislado; sin duda, el emperador había escuchado antes rumores sobre planes que Miguel compartía con personas cercanas.
Pero esta vez también, logró evitar el peligro. Héroe de la aristocracia de la capital, nativo de una familia importante, tenía amigos en todas partes y, por lo tanto, pudo escapar inmediatamente a la corte del sultán del Rum. El sultán recibió con gusto al maravilloso comandante e incluso le dio instrucciones de comandar el destacamento griego al servicio turco durante la guerra contra los mongoles. Teodoro II Láscaris se preocupó: entendió que con la ayuda de los turcos, Miguel podría hacer un intento de tomar el poder en Nicea. Por lo tanto, el emperador envió urgentemente un embajador a Miguel con una propuesta para regresar a su tierra natal en condiciones de perdón completo. Un año después, regresó a Nicea y, a su vez, también juró al Basileus que nunca usurparía su poder. El receloso emperador le otorgó a Miguel la posición de Gran conostaulo, un destacamento de soldados más bien débil y lo envió al oeste con la esperanza de que muriera.
Pero también esta vez, demostró su brillante talento militar, derrotando a los Epirotas y matando al hijo del déspota, que comandaba el ejército enemigo. Y luego comenzó a tomar ciudad por ciudad. Estas victorias causaron un nuevo estallido de ira de los envidiosos en la corte y en el propio Basileus: incluso intentaron acusarlo de brujería, y luego fue arrestado. Él permaneció en prisión durante mucho tiempo, no teniendo ninguna posibilidad de ser al menos escuchado por el emperador. Ese año, muchos de los familiares de Miguel perdieron sus tierras, y algunos incluso fueron ejecutados. Pero el propio Miguel tuvo suerte: literalmente en vísperas de su ejecución, el emperador Teodoro II Láscaris murió y Miguel fue liberado.

## La lucha por el poder y el ascenso al trono

### Conversión en Déspota y guerra contra el Despotado de Épiro

Los Estados que surgieron de la fragmentación del Imperio Bizantino después de la Cuarta Cruzada de 1202-1204.
Estados latinos
Imperio latino de Constantinopla
Reino de Tesalónica
Ducado de Atenas
Principado de Acaya
Ducado de Naxos
Estados griegos
Imperio de Nicea
Imperio de Trebisonda
Despotado de Epiro
Territorios venecianos (con fecha de obtención)
Venecia

Antes de su muerte, Teodoro II nombró regentes del joven Juan IV a su noble amigo Jorge Muzalon y al patriarca Arsenio Autoriano. Pero el noveno día después de la muerte del emperador, cuando los comandantes y nobles se reunieron en el monasterio del Salvador en Sozandra, donde se encontraban las cenizas del Basileus, en el templo donde se celebró el servicio conmemorativo, los soldados irrumpieron repentinamente con sus espadas desenvainadas y mataron a Jorge Muzalón, a sus dos hermanos y a sus secretarios. Quizás estos soldados eran mercenarios latinos. Durante varios días, el Patriarca Arsenio pensó a quién se le podía confiar el gobierno en lugar del fallecido Muzalón. La situación era muy complicada: en la esfera del niño emperador había muchos representantes de familias nobles, cada uno de los cuales comenzó a hablar cuidadosamente sobre su persona como un posible regente bajo Juan IV. Entre ellos estaban los Cantacuceno, Estrategopoulos, Láscaris, Angelos, Nestongos, Tarcaniota, Filantropenos, y cada uno de ellas tenía lazos familiares con los antiguos Basileus y el actual emperador.
Pero Miguel Paleólogo tenía algunas ventajas. Caracterizado por una apariencia agradable, carácter alegre, generosidad, distinguido repetidamente en los campos de batalla, era reconocido como un ídolo por los aristócratas y los campesinos. También era el jefe informal del partido aristocrático, con quien Teodoro II Láscaris luchó tan ferozmente durante tanto tiempo. La autoridad de Miguel Paleólogo fue tal que el propio Patriarca Arsenio le confió las llaves del tesoro real.
Ahora tenía la oportunidad de usar los fondos del tesoro para sus propios fines, sobornando generosamente a clérigos del círculo inmediato del patriarca y a los nobles. Y cuando en las reuniones secretas surgía una y otra vez la pregunta sobre la candidatura del futuro regente, cada vez más personas apoyaban a Miguel Paleólogo. Entonces decidieron, y el patriarca aprobó los resultados de las elecciones generales. Pero luego surgió una escena interesante: cuando se enteró de la decisión, Miguel de repente se negó a tomar las riendas de Nicea, refiriéndose al juramento que había hecho al difunto Teodoro Láscaris. Miguel no era estúpido en absoluto y quería proporcionar una base legítima para su futuro gobierno. Sin embargo, desde el exterior, todo parecía una verdadera reticencia por su parte a realizar un juramento. No hay nada que hacer, y el patriarca y el sínodo liberan a Miguel de este juramento.
Pero luego surgió otra circunstancia: el título que ostentaría. Inicialmente, se suponía que el paleólogo retendría el título de Megaduque, pero esto significaría que según la jerarquía bizantina, las figuras intermedias con gran autoridad estarían entre él y el joven emperador. En este caso, la posición del regente no sería estable. Y Miguel comentó razonablemente en algún lugar, casi de pasada, que su dignidad actual era de poca utilidad para la alta misión que asumió sobre sí mismo. Para ser considerado legítimamente como la segunda persona en el gobierno después del basileus, necesitaba la dignidad de déspota. Nuevamente se reunió al concilio, al que asistieron el Senado y el sínodo. Al darse cuenta de que esta es la opinión casi unánime del episcopado y el Senado, el patriarca Arsenio aprobó esta decisión y lo posicionó al rango más alto (después del emperador, por supuesto) en la jerarquía bizantina, declarándolo déspota y no Megaduque, como se suponía originalmente.
Simultáneamente, al enterarse de la muerte de Teodoro II Láscaris, el gobernante de Etolia y Epiro Miguel II Comneno Ducas, cuyo hijo Nicéforo estaba casado con la hija del emperador, María, decidió declarar sus propios derechos a Nicea. Desde hacía un tiempo formó alianzas con el rey Manfredo de Sicilia y Guillermo II de Villehardouin, Príncipe de Acaya. Juntos reunieron un gran ejército y en el verano de 1259 comenzaron una campaña. Después de recibir informes sobre el avance de los latinos y los epirotas, Miguel Paleólogo no dudó, e inmediatamente envió a sus hermanos, el Sebastocrátor Juan y el César Constantino junto con el gran doméstico Alejo Estrategopoulos contra los enemigos, al mando de un gran ejército. Con una marcha acelerada, los generales cruzaron el Helesponto, uniéndose a todas las guarniciones y unidades romanas a lo largo del camino. Como resultado los contendientes se encontraron en la llanura de Avlona, en Macedonia. El equilibrio de poder no estaba a favor del Imperio de Nicea y, por lo tanto, recurrieron al truco. La noche antes de la batalla, un soldado del campo bizantino se dirigió al gobernante de Epiro, Miguel y le comunicó que el duque de Acaya y el rey siciliano habían enviado en secreto a sus embajadores al campo bizantino para negociar. Por lo tanto, siempre que los términos del acuerdo con ellos no estuvieran completamente definidos, debía darse prisa y huir. Miguel se apoyó en este truco y huyó con algunos hombres, el resto de su ejército se disperso totalmente. Por la mañana al descubrir la ausencia de su aliado, los sicilianos y latinos no podían entender nada. En ese momento comenzó el ataque del ejército de Nicea, que terminó con la derrota completa del enemigo; El príncipe de Acaya fue capturado por los griegos. En la historia, esta batalla se conoce como batalla de Pelagonia.

### Elección como coemperador de Nicea
Poco después de esta victoria, los aristócratas plantearon la cuestión de la dignidad real de un déspota regente. Parecería que no había razón para plantear tal pregunta: no podía convertirse en emperador mientras Juan IV Láscaris siguiera con vida, no era un pariente suyo, y el difunto Teodoro II Láscaris no lo designó como cogobernante del Imperio de Nicea. Sin embargo, aquí Miguel fue ayudado involuntariamente por representantes del partido aristocrático, que plantearon una pregunta general bastante inesperada sobre la legitimidad de la monarquía hereditaria para la conciencia jurídica bizantina. En otras palabras, en su opinión, el Basileus debería ser elegido por los aristócratas. El ideólogo de esta filosofía fue activamente asentido por el Paleólogo, quien declaró que si, por ejemplo, su hijo fuera considerado indigno de reinar, lo sacaría del trono con sus propias manos. Esta fue una declaración audaz: de hecho, Miguel se solidarizó con los oligarcas y consideró que el poder del joven emperador Juan IV Láscaris no era del todo legítimo. Esta circunstancia cambió radicalmente el asunto: si todos decidieran que el César "correcto" era el elegido por la aristocracia, entonces, en consecuencia, Miguel Paleólogo podría convertirse en el emperador elegido de Nicea.
A pedido de los nobles, mediante juramento, Paleólogo se comprometió a cumplir incondicionalmente ciertas obligaciones. En particular, no entrometerse en los asuntos de la iglesia y no reclamar la supremacía en la administración de la iglesia, los aristócratas decidieron de antemano mitigar la reacción negativa fácilmente esperada del Patriarca Arsenio; que no designara a los altos cargos a parientes o conocidos, sino solo personas con experiencia y conocimiento que hubieran demostrado sus habilidades, de los aristócratas, por supuesto, y por consejo de las personas más distinguidas del Imperio. Paleólogo también juró que no pondría a nadie en prisión por denuncias hechas en la corte. Las peleas judiciales y el Juicio de Dios, que fue ampliamente introducida en la práctica por el emperador Teodoro II Láscaris, fueron canceladas. Los comandantes militares conservaron los antiguos privilegios y propiedades, en general, el ejército tenía que mantener la posición y el contenido que tenía bajo el monarca anterior.
Fue una verdadera monarquía constitucional, algo sin precedentes en la historia del Imperio Romano de Oriente, ni antes ni después. Sin embargo, pronto quedó claro que Miguel mismo aceptó estas condiciones solo como un movimiento táctico, sin ninguna intención de cumplirlas cuando el poder llegara a sus manos. Y así, el 1 de enero de 1260 en Magnesia fue proclamado emperador de Nicea, corregente de Juan IV Láscaris, con el nombre de Miguel VIII Paleólogo. El patriarca Arsenio en esos días estaba en Nicea y fue golpeado por noticias inesperadas. Al principio quiso anatematizar al Paleólogo y los que lo proclamaron emperador. Pero, después de pensarlo, Arsenio consideró que era mejor hacer juramentos a Miguel VIII y retener el poder para el bien del estado. Pronto, el Patriarca Arsenio hizo lo que no quería y tuvo miedo: desde el púlpito sagrado proclamó a Miguel VIII Paleólogo como emperador y le adornó la cabeza con una diadema imperial. Es cierto que inmediatamente hizo una reserva en presencia del Senado y las personas de que poseía autoridad real solo por el tiempo hasta la mayoría de edad de Juan IV Láscaris. Miguel VIII dio fácilmente el consentimiento requerido, asegurándolo con las palabras de un juramento pronunciado en público. Es cierto que, a su vez, Paleólogo exigió un juramento por escrito de Juan IV de que no concebiría ninguna conspiración contra su cogobernante. Los juramentos del pequeño emperador fueron una confirmación indiscutible a los ojos de todos los griegos de que incluso con la naturaleza extraordinaria de la situación, Juan IV también reconoció la legitimidad del emperador elegido.

## Coemperador de Nicea

### Fortalecimiento del poder. Coronación y Política interior
De hecho, Miguel no tenía la intención de cumplir el juramento, entendiendo completamente la precariedad de su posición. Si no el mismo Juan IV, cuando creciera, algún otro pretendiente al trono podría eliminarlo, o los aristócratas podrían elegir a alguien más como emperador. Por lo tanto, comenzó a ganar activamente la confianza del pueblo y a formar un grupo de aliados. Lo primero que hizo fue premiar a los comandantes que participaron en la última batalla. Al mismo tiempo, bajo varios pretextos, Miguel VIII despidió a personas cercanas a la familia Láscaris. Todas las personas previamente exiliadas o encarceladas por Teodoro II recibieron rehabilitación completa. Además, el Paleólogo comenzó a casar a sus familiares con representantes de las familias más nobles e influyentes de Bizancio, creando rápidamente un "grupo de apoyo" interesado en mantener su poder.
El día de la coronación llegó. En la víspera, cuando toda la ceremonia ya se había pronunciado y aprobado, Miguel VIII de repente anunció a algunos obispos que no valía la pena que el niño caminara frente a un personaje adulto, glorificado en los campos de batalla y en actividades pacíficas. Los obispos aceptaron y prometieron convencer la necesidad de ajustar el procedimiento solemne del Patriarca Arsenio. Pero en realidad, el patriarca solo se enteró de esto el mismo día de la coronación. Naturalmente, estaba indignado, pero resultó que solo lo apoyaban los obispos Andrónico de Sarda, Manuel de Tesalónica y Disipato. Los obispos restantes estaban completamente del lado de Miguel VIII. Finalmente, dignatarios y obispos que rodeaban al patriarca literalmente le obligaron a comenzar la ceremonia. El Paleólogo fue primero con una corona en la cabeza, y Juan IV, cubierto solo con una cubierta sagrada, pero sin la diadema imperial, marchó desde atrás.
Miguel distribuyó generosamente dinero del tesoro estatal  a los bizantinos y rápidamente restauró antiguas fortalezas y ciudades. Pronto se hizo extremadamente popular entre la gente. La victoria sobre el Despotado de Epiro, el Imperio latino y el Reino de Sicilia abrieron nuevas oportunidades para los bizantinos: para la liberación del cautiverio del gobernante de Acaya (1262) este se vio obligado a cederle al Imperio de Nicea las fortalezas de Mistra y Monemvasia y a jurarle fidelidad al emperador. El Paleólogo nombró gobernante de estas ciudades a su hermano Constantino, dotándolo de amplios poderes, y pronto el sebastócrator logró capturar muchas ciudades griegas de los latinos. Estos eventos también aumentaron la popularidad de Miguel VIII.
La actividad de Miguel VIII no se ocultó del patriarca, y, literalmente, en cuestión de meses hubo un conflicto entre ellos, que culminó con la liberación del obispo ecuménico del púlpito y su retirada voluntaria a Magnesia. Oficialmente, corrió el rumor de que, supuestamente, el patriarca Arsenio se estaba comportando descaradamente con el joven Juan IV. Pero esto no era parte de los planes del Paleólogo: el patriarca no podía ser removido por decisión del sínodo, ya que no cometió ningún delito contra la ortodoxia y el gobierno, pero Arsenio tampoco quería regresar. Miguel VIII estaba conmocionado, el sínodo temía al César, pero no podía devolver al patriarca al púlpito ni elegir uno nuevo. Finalmente, en lugar de Arsenio, el Metropolitano de Éfeso Nicéforo II fue elevado al patriarcado. Sin embargo, Nicéforo gobernó la iglesia por solo 1 año, después de lo cual murió.
Pronto, los embajadores del emperador latino Balduino II de Courtenay llegaron a Nicea, exigiéndole la devolución de Tesalia. Con calma pero con firmeza, Miguel respondió que esta era la tierra de sus antepasados que gobernaron en ella, y por lo tanto, no tenía la intención de devolvérsela a los latinos. Luego, los embajadores latinos comenzaron a exigir la cesión de otros territorios, pero Miguel VIII siempre encontró una buena razón para rechazarlos. Los embajadores latinos se fueron sin nada.

### Política exterior
La única forma de salir de la crisis de poder que ocurrió después de su disputa con el patriarca fueron los éxitos externos que permitieron al Paleólogo ganar la simpatía de la población. En 1260, Miguel VIII cruzó el ejército a Tracia y asedió Constantinopla desde la fortaleza de Galata, con la esperanza de que después de su captura, la antigua capital cayera. Sin embargo, no fue posible capturar la ciudad: los latinos estaban firmemente asentados en Constantinopla, aunque estaban exhaustos por el hambre.
Habiendo ordenado a las tropas que regresaran a Nicea, conminó a las unidades de caballería restantes atacar constantemente a los latinos y ocupar todas las ciudades cercanas para que Constantinopla permaneciera sitiada. Pero, por supuesto, fue un bloqueo imaginario, con el cual los latinos terminaron sin mucha dificultad. Es de destacar que durante la retirada de los griegos en los suburbios de Constantinopla se descubrieron accidentalmente los restos del emperador Basilio II. Al enterarse de esto, Miguel ordenó de inmediato que se enviara la cubierta de brocado y que las cenizas fueran enterradas solemnemente en el monasterio de Cristo Salvador en Silivkia. El regreso del Paleólogo ocurrió a tiempo, ya que llegaron noticias del este de que los mongoles, cruzando el Éufrates, invadieron Siria, Arabia y Palestina. Al año siguiente, repitieron el ataque, llegando a Capadocia y Cilicia y tomando posesión de Iconium, la capital del Sultanato de Rum. El Sultán, un representante de la Dinastía selyúcida, visitó a Miguel Paleólogo y le recordó cómo le había protegido una vez cuando Teodoro II organizó una verdadera cacería contra él. Pero Miguel no quería satisfacer sus peticiones: ya sea para brindarle ayuda militar para su guerra con los mongoles, o para proporcionar al Sultán una región de tierra bizantina para su gobierno. Sin embargo, no quería privarle de esperanza, alejándose sutilmente de las respuestas directas. Gracias a su delicada diplomacia, los griegos una vez más lograron evitar un conflicto con los mongoles.

### Reconquista de Contantinopla
Tras resolver los problemas en el Este, Miguel VIII se propuso una tarea muy importante: reconquistar Constantinopla y destruir el Imperio latino. Miguel hizo todo lo posible para debilitar lo más posible al decadente Imperio latino. En marzo de 1261, firmó un acuerdo comercial con los genoveses, que sabían muy bien que Roma no aprobaría tal acuerdo. Pero los bizantinos obtuvieron un fuerte aliado y una vez más lograron dividir a Occidente, introduciendo la frustración en sus filas.
En el verano de 1260, el déspota de Epiro, Miguel II Comneno Ducas, que tras la derrota de Pelagonia y ante el avance de las fuerzas nicenas en su territorio, se refugió en la isla de Cefalonia, desembarca con un ejército de mercenarios italianos, derrotando a las fuerzas nicenas cerca de Naupacto, y capturando a su comandante Alejo Estrategopoulos. Ya liberado, Miguel VIII mandó traerlo del Epiro junto con 800 soldados, con la misión de observar los movimientos de los búlgaros y estudiar los puntos débiles de los latinos en Constantinopla. Sin embargo, estando Alejo en Selimbria (a unos 48 km al oeste de la ciudad imperial) se enteró gracias a las informaciones que le proporcionaron los campesinos que las tropas latinas y la flota veneciana estaban atacando la ciudad romana niceana de Dafnusia y que Constantinopla estaba desprotegida.
Esto fue una completa sorpresa, pero el comandante no tuvo tiempo de enviar a los mensajeros a Nicea para recibir instrucciones. Estrategopoulos era un militar valiente y experimentado, y por lo tanto, sin lugar a dudas, decidió arriesgarse, dándose cuenta de que tal oportunidad se daría solo una vez en la vida. La noche del 24 al 25 de julio él y sus hombres se escondieron en un monasterio cerca de la Puerta Pege (de la primavera). Los aldeanos (telemátarios) guiaron a un contingente de soldados a través de un pasadizo secreto que les introdujo en la ciudad. Asaltaron las murallas desde dentro y abrieron las puertas de la ciudad. El resto de los soldados de Estrategopoulos entraron. La sorpresa fue mayúscula y tras un breve combate todos los accesos a la ciudad fueron controlados. La noticia corrió como la pólvora por Constantinopla, los nobles latinos y Balduino II corrieron a los puertos del Cuerno de Oro para embarcar y huir de la ciudad. Los ciudadanos empezaron a celebrar la liberación. Los soldados romanos entraron en los barrios venecianos y los incendiaron, ya que la flota veneciana había regresado y prendieron fuego a los almacenes para evitar un posible desembarco. Algunos venecianos montaron en los barcos y huyeron a territorio heleno controlado por los latinos.
El mismo Miguel VIII en ese momento estaba durmiendo en su palacio en Nicea, cuando de repente escuchó las noticias de su hermana Irina en medio de la noche. Su sirviente se enteró accidentalmente de este evento y se apresuró a complacer a la dama. El emperador convocó urgentemente a dignatarios, preguntándoles cuán cierta era esta noticia. Lo desconocido presionó a todos los demás durante un día, y solo a la noche siguiente llegó un mensajero de Alejo Estrategopoulos con noticias escritas sobre la liberación de Constantinopla. Los mensajeros con cartas reales llegaron a todos los extremos del restaurado Imperio bizantino.
Sin embargo, solo el 15 de agosto de 1261, cuando Constantinopla se preparó apresuradamente para la llegada del Basileus, Miguel VIII entró solemnemente por la Puerta áurea. Antes de entrar a la capital, exigió que el icono milagroso de la Madre de Dios Odigitria fuera traído a la ciudad. Se leyeron oraciones, y la gente junto con el Basileus 100 veces de rodillas proclamó: "¡Señor, ten piedad!". Luego el emperador fue al Monasterio de Studion, desde allí, a la iglesia de Hagia Sophia, y desde allí, al Palacio de Blanquerna. La ciudad se regocijaba.

## Restauración del Imperio Bizantino

Imperio Bizantino en 1265

### Restauración de Constantinopla
Tras la reconquista de Constantinopla, los bizantinos se encontraron con una ciudad que se hallaba en un estado deplorable. Miguel ordenó la reconstrucción de barrios deteriorados y quemados, la reparación de las murallas de la ciudad, el despeje de escombros en las calles y la reconstrucción de los puertos, en donde comenzó la construcción de la flota.
Para sofocar el impulso de los latinos de reconquistar Constantinopla, Miguel recibió embajadas de genoveses, venecianos y otros reinos cristianos occidentales, concediéndoles barrios y convenciéndoles de que sus intereses no sufrirían después del regreso de los griegos a Constantinopla. Además, queriendo restaurar al menos parcialmente la población de Constantinopla, que había sido abandonada por los franceses, invitó a los aldeanos a mudarse a la capital y restaurar activamente los claustros sagrados y las iglesias afectadas por los latinos. También envió una embajada a Roma, con la esperanza de tranquilizar al Papa. Pero nada salió de esto: los embajadores sufrieron deshonra, y de uno de ellos, Nikiforitsa, los italianos rasgaron su piel con vida.

### Restauración del Patriarcado de Constantinopla
Con un Imperio restablecido era necesario restaurar urgentemente el Patriarcado Ecuménico. Arsenio Autoriano fue convocado urgentemente desde el exilio; el puesto aún permanecía vacante debido a la muerte de Nicéforo II. Arsenio estaba desgarrado por sentimientos en conflicto: por un lado, realmente quería entrar en la antigua capital del Imperio Romano de Oriente como un verdadero Patriarca Ecuménico, por otro, estaba preocupado por el destino de Juan IV. Al final, el deber lo derrotó, y Arsenio aceptó la oferta, convirtiéndose en el Patriarca de Constantinopla. Llegó a Constantinopla, y el emperador en presencia de numerosos obispos lo proclamó Patriarca. A Alejo Estrategopoulos, le dio un triunfo en Constantinopla, se adornó la cabeza con una corona similar a una diadema real y ordenó que fuera recordado en letanías junto con los reyes.

### Cegamiento de Juan IV y sus consecuencias
Miguel VIII temía seriamente una conspiración de nobles descontentos y partidarios de los Láscaris, y por lo tanto tenía prisa por tomar medidas preventivas. Se deshizo de la hija (aún niña) del difunto Teodoro II Láscaris, Eudoxia Láscaris, casándola una con un noble latino que había llegado al Peloponeso por negocios, ordenando que abandonara inmediatamente el imperio. Para fortalecer su poder y enfatizar que de ahora en adelante era el único emperador legítimo, intentó negociar con el patriarca Arsenio sobre la posibilidad de un segundo matrimonio. Esperaba que el obispo, cansado del reciente exilio, no persistiera. Para reforzar su solicitud, el Basileus realizó numerosas donaciones a Hagia Sophia y, para su propia sorpresa, burló fácilmente al Patriarca Arsenio. En 1261, Miguel VIII Paleólogo fue nuevamente coronado como emperador legal. Todos de alguna manera se olvidaron del emperador Juan IV, que ya tenía 10 años.
Pero su turno pronto llegó. Por orden del Paleólogo, llevaron al niño a la torre de la fortaleza y lo cegaron allí. Por compasión por el niño, no fue cegado con agujas de tejer al rojo vivo, sino con una plancha a medio enfriar, para que la visión del niño se conservara un poco. El día de Navidad, 25 de diciembre de 1261, él, que estaba inconsciente, fue transportado a la torre de la fortaleza Nikitsky cerca de Nicomedia y de allí a su residencia permanente. Ahora Miguel VIII Paleólogo se convirtió en el soberano del Imperio Romano.
Las acciones del Paleólogo causaron una tormenta de indignación en la sociedad bizantina, lo que obligó a Miguel a usar una política de intimidación. El emperador sentenció a su escriba Manuel Olovol, quien lo atendió desde una edad temprana, a que le cortaran la nariz y los labios, y luego lo envió a un monasterio. Algunos otros dignatarios que fueron expulsados del servicio o enviados al exilio también sufrieron.
Pronto los habitantes de la región de Nicea se rebelaron, dirigidos por el impostor Lzheioann, que perdió la vista debido a una enfermedad, pero que se hizo pasar por Láscaris. Miguel envió un gran ejército contra ellos, pero los rebeldes crearon fortificaciones y se prepararon para luchar contra los ataques del ejército del gobierno. Solo con gran dificultad se redujo el levantamiento, se despobló Bitinia y se impuso a la población local restante impuestos adicionales.

## Emperador de Bizancio

### Comienzo del reinado

#### Vecinos del nuevo Imperio Bizantino
El Imperio Bizantino no fue restaurado a las fronteras con las que contaba antes de la captura de Constantinopla por los cruzados en 1204. Un grave problema seguían siendo los estados griegos, fragmentos del Bizancio anterior, como el Imperio de Trebisonda y el Despotado de Epiro, que no reconocían la autoridad de la nueva dinastía del imperio restaurado. Además, a pesar de la caída del Imperio latino, otros estados latinos, el Ducado de Atenas y el Principado de Acaya, todavía estaban ubicados en las antiguas tierras bizantinas. Muchas islas griegas pertenecían a los venecianos y genoveses. En ese momento, Bizancio incluía solo las antiguas posesiones del Imperio de Nicea, Tracia, Macedonia y Salónica, así como las islas de Rodas, Lesbos, Samotracia e Imbros. Además, como antes, el Segundo Imperio Búlgaro, aunque debilitado significativamente, se opuso al Imperio Bizantino y el Reino de Serbia comenzó a ganar fuerza. El Sultanato de Rum, que recibió el golpe más fuerte de los mongoles, ya se estaba recuperando gradualmente y también comenzó a representar una grave amenaza.

#### Relaciones con Occidente y el papa
Bizancio fue restaurada, pero tuvo que enfrentarse directamente a los gobernantes occidentales que consideraban un honor revivir el Imperio latino o anexar sus antiguas tierras. Las uniones y los matrimonios dinásticos produjeron gran confusión ya que ahora no solo el exemperador latino, sino también el rey siciliano, el monarca francés y otros gobernantes de Occidente se consideraban herederos de las antiguas posesiones de Balduino II de Courtenay. Además, era difícil para los obispos romanos ver que los griegos, que estaban casi en su poder, ahora se estaban escapando de las manos de la Iglesia de Occidente. Fieles a sus ideas sobre la necesidad de establecer la supremacía de Roma por encima de todas las demás sedes, en ningún caso estarían de acuerdo con el hecho de la existencia de una Iglesia independiente en Constantinopla. Nunca antes ni después Roma logró tal poder como en el siglo XIII.
En Occidente, el Cuarto Concilio de Letrán de 1215 declaró oficialmente a la Iglesia romana la madre de todas las Iglesias y maestra de todos los creyentes, y a su obispo, se lo ponía por encima de los patriarcas de Constantinopla, Alejandría, Antioquía y Jerusalén. Incluso el poderoso rey francés Luis IX el Santo, que trató al papa como a su propio obispo y compiló la "Pragmática Sanción" de 1269, regulando los derechos del trono romano, se vio obligado a correlacionar su política con los requisitos y deseos del pontífice. Era suficiente para el papa que poseía tal poder declarar una nueva Cruzada contra Constantinopla, ya que una gran cruzada se elevaría a Bizancio. Y, por el contrario, sin el consentimiento del pontífice, ningún soberano occidental se atrevería a iniciar una guerra en el Este en el siglo XIII.
Sin embargo, Occidente no era una sola fuerza, y sus gobernantes estaban desgarrados por muchos conflictos, que requerían la participación activa del papa como mediador y árbitro universal. Estas circunstancias le dieron al Imperio bizantino la oportunidad de obtener reconocimiento en Occidente, con el solo apoyo del papa. De lo contrario, Miguel VIII simplemente no fue reconocido como una persona autorizada para celebrar acuerdos, y los acuerdos con él no tendrían ningún efecto. La elección del primer monarca latino, Balduino I, también se hizo legítimamente para la conciencia occidental. Y a los ojos de los católicos, Miguel VIII era un usurpador, e incluso un cismático. Los estados occidentales no reconocieron ningún imperio romano oriental restaurado, ya que estaba encabezado por el patriarca ortodoxo y el emperador griego, el título máximo que los pontífices y los soberanos occidentales podían otorgar al Paleólogo. Podemos decir que en el momento del comienzo del gobierno independiente, Miguel VIII Paleólogo no tenía un solo amigo en Occidente, solo enemigos o, en el mejor de los casos, gobernantes neutrales. Ya sea que Miguel lo quisiera o no, las circunstancias le obligaron a establecer una alianza con Roma. Y esto significaba que tarde o temprano surgiría la cuestión de la unión de la iglesia, ya que Roma nunca renunció a su derecho de dirigir a toda la cristiandad.

### Política nacional
Miguel mismo llegó al poder en gran parte gracias a la "monarquía electiva", que resultó ser muy conveniente para la aristocracia. Por lo tanto, desde el principio, comenzó a fortalecer su poder y a restaurar las instituciones tradicionales del estado romano. El emperador quería transferir su poder a su propio hijo Andrónico, y para ello necesitaba contar con el apoyo de la alta nobleza y el Patriarca de Constantinopla.
La aristocracia estaba del lado del basileus, porque con su ayuda recibió nuevas formas de enriquecimiento y crecimiento profesional. Muchos europeos, a pesar de la amenaza de excomunión de la Iglesia romana, acudieron voluntariamente al servicio bizantino, ya que les esperaban buenos premios y perspectivas. La mayoría de ellos provenían de Francia, España y Escandinavia. Se supone que al menos 23 familias nobles eran de origen extranjero, incluyendo: Rowley, Tornike, Petralify, Nestongi, Vranje, Kamitsy, Tsiki, Havarony, Kontofry, Llantas. Pero el patriarca Arsenio no reconoció el poder del usurpador Paleólogo, además, mantuvo una activa correspondencia diplomática con el papado.
Al celebrar acuerdos con Venecia, Génova y otras repúblicas comerciales, Miguel debilitó deliberadamente el comercio romano. Las tarifas eran muy bajas: los comerciantes de Pisa y Florencia pagaban entre un 2 y un 2,5%, mientras que los italianos comenzaron a repostar en los puertos del Mar Negro. Sin embargo, el emperador trató de oponerse a Venecia y Génova, pero esta política no pagó en gran medida los gastos. Esta política fue jugada por el noble genovés Manuele Zaccaria, quien logró ponerse en posesión de Focea. Desde esta área, Zaccaria logró crear un señorío autónomo y organizar el comercio de alumbre. Después de eso, Manuele logró convencer a Miguel VIII de prohibir la importación de alumbre del Mar Negro, aunque este comercio también estaba en manos de los comerciantes genoveses. Así, Zaccaria hizo una gran fortuna para su dinastía.
Miguel asignó grandes sumas de dinero para la restauración de la capital, el mantenimiento de la burocracia y el apoyo de la nobleza, así como para el apoyo de la magnífica ceremonia del palacio. Esta política, destinada a restaurar el esplendor de la corte de los emperadores y a asegurar el estrato social al servicio del rey, agotó a las provincias.
Las fuerzas armadas del imperio tampoco eran menores: el ejército, que estaba basado en mercenarios (turcos y mongoles), comprendía entre 15 y 20 000 hombres, y el contenido anual de una contratación era de 24 hiperpirones. La flota creada con la ayuda de Génova contaba con 50–75 barcos.
Por un corto tiempo, el sistema de guardia fronterizo, que fue provisto por valientes Akritai, no fue reclamado. Activos en los días del Imperio de Nicea, dejaron de funcionar después de la reconquista de Constantinopla. El financiamiento del tesoro prácticamente cesó, y la mayoría de sus tierras pasaron a manos del estado. Por lo tanto, la frontera oriental no tenía protección contra los musulmanes, algo que Osmán aprovechó en el futuro.
En 1280, el emperador envió a su hijo Andrónico II Paleólogo, junto con el protovestiarios Miguel Tarcaniota al río Meandro, para restaurar la ciudad de Trales. El joven cogobernante se ocupó activamente del asunto, construyó muros y trasladó a muchas personas a la ciudad.

### Lucha con el patriarca

#### Excomunión y desplazamiento de Arsenio Autoriano
La represalia con Juan complicó drásticamente la relación de Miguel con el patriarca, y a principios de 1262 Arsenio sometió al emperador a una pequeña excomunión, permitiendo, sin embargo, mencionar su nombre en las oraciones. Para Miguel VIII, esta era una situación crítica. Durante algún tiempo el emperador actuó con extrema cautela. Aguantó, esperando un perdón inminente, pero esto no sucedió. A través de un intermediario, el emperador trató de averiguar con el patriarca cómo podía hacer las paces. La respuesta de Arsenio fue: "Puse una paloma en mi pecho, y esta paloma se convirtió en una serpiente y me hirió mortalmente". El Patriarca dijo francamente a sus sirvientes cercanos que bajo ninguna circunstancia perdonaría a Miguel y eliminaría la excomunión, sin importar el tormento que temiera. Durante 3 años, Miguel VIII Paleólogo a través de amigos y personalmente trató de obtener el perdón, pero en vano.
Este comportamiento de Arsenio enojó al emperador: acusó al patriarca de tratar de sacarlo del poder. "¡Nuestro médico espiritual nos está curando así!", exclamó Miguel, y agregó que el patriarca lo obligaba a recurrir al Papa para eliminar la excomunión, pero incluso esto no afectó a Arsenio. El Paleólogo solo tenía una forma de resolver el problema del reconocimiento de la iglesia: con una excusa plausible para sacar a Arsenio del patriarcado y poner a su colega en su lugar.
El caso se presentó bastante rápido. En 1265, los Chartophylax de la Iglesia de Constantinopla prohibieron el sacerdocio de un sacerdote del Templo de Faros, quien se casó sin su consentimiento. Al enterarse de esto, Miguel expresó su insatisfacción con el hecho de que el sacerdote fuera castigado por un pecado tan pequeño. Miguel consideró que los Chartophylax excedían su autoridad al prohibir al sacerdote imperial en el ministerio sin coordinación con el propio emperador. Justificadamente consideró sus derechos violados, y culpó abiertamente a Arsenio por esto, admitiendo que sus Chartophylax se permitieron insultar la dignidad imperial. Mientras estaba en Tesalia, Miguel envió una orden al sebastócrator Torniky, para destruir la casa Chartophylax, parroquia de Constantinopla y al mismo tiempo al gran ama de llaves de la Iglesia del Este, Teodoro Ksifilin, como castigo por una mala conducta. Pero fueron defendidos por el Patriarca Arsenio, quien golpeó la mano del sebastócrator con su bastón cuando llegó a cumplir la orden: "¿Por qué atacan nuestros ojos, manos y oídos y están buscando a algunos para cegar, a otros para cortar?", dijo el patriarca. Arsenio declaró abiertamente que los sacerdotes que se dedican a Dios no están sujetos al juicio mundano y, por lo tanto, están fuera de la jurisdicción del Basileus.
Esto ya era una desobediencia abierta al emperador y una violación de los antiguos cánones, lo que permitió a las autoridades imperiales aceptar los asuntos tanto seculares como del clero. Para resolver el conflicto de alguna manera, el sebastócrator invitó a Beco y Teodoro Xifilin a presentarse voluntariamente en Salónica para el juicio del emperador. De lo contrario, explicó, tanto ellos como el patriarca sufrirían. Esta vez, el incidente fue pagado, pero la situación pronto empeoró nuevamente. A su regreso en el mismo año a la capital, de su lucha con los gobernantes del Despotado de Epiro y el Segundo Imperio búlgaro, Miguel fue a la Basílica de Santa Sofía para ofrecer oraciones de acción de gracias a Dios, pero fue recibido por el patriarca Arsenio, quien le dio una severa reprimenda. El patriarca le recordó al emperador que le había prohibido en repetidas ocasiones hacer la guerra con los cristianos, especialmente con el déspota de Epiro Miguel. Tal vez, con esta reprimenda, el patriarca quería dejar en claro abiertamente al Paleólogo y a toda la sociedad que no consideraba que Miguel VIII fuera igual a sí mismo, sin mencionar el reconocimiento de la dignidad imperial. El emperador aceptó humildemente las palabras del patriarca, señalando solo que con esta guerra había adquirido la codiciada paz. Pero el obispo no aceptó la explicación.
Esto desbordó la paciencia de Miguel. Al no haber recibido el tan esperado perdón, el emperador comenzó a usar todas las medidas para privar a Arsenio del patriarcado. Sin embargo, incluso ahora, no perdió la esperanza de resolver el asunto en paz, sin llevar la situación a un conflicto abierto. Miguel VIII a menudo reunía obispos en su palacio y les explicaba por qué la excomunión afectaba negativamente los asuntos del Imperio.
"El estado de cosas en el Imperio Romano requiere una gran libertad, pero no la tengo, tengo que soportar las penas impuestas por el patriarca. Si mi mala conducta no está sujeta a curación, ¿tal vez el patriarca debería tomar el control del estado en sus propias manos? Le pedí perdón con sincero arrepentimiento y persistentemente quería que solucionara el tema, pero él se negó y, en lugar de arrepentirse, despertó la desesperación. Aquí puedes sospechar una burla de la dignidad imperial. Me parece que el patriarca quiere que deje el trono por mi acto y regrese a la vida privada. Pero a quién le propone transferir el imperio, es una pregunta para mí. Las consecuencias que tendrá el estado a partir de aquí son obvias. No dudo de la sabiduría espiritual del patriarca, que es visible en sus otras órdenes, pero en este asunto no puedo aprobarlo de ninguna manera. Donde ¿Qué personas han experimentado un fenómeno similar? ¿Qué ejemplo muestra que una jerarquía puede hacer esto con nosotros impunemente? La lealtad de la mayoría de los sujetos se puso rígida en la máscara: tan pronto como el rey se humilla, deben volverse audaces. ¿No es el arrepentimiento definido por la Iglesia? ¿No se basa en las leyes divinas? ¿No sanas a muchos? Y si no tienes decretos de arrepentimiento, iré a otras Iglesias y aceptaré la curación de ellos."- Miguel VIII Paleólogo
La última pista fue clara para todos: Miguel amenazó con recurrir al Papa para justificar su título y recibir el perdón completo de la iglesia.
Aún con la esperanza de resolver el asunto pacíficamente, Miguel envió a su confesor, el abad José, rector del monasterio gallego, un hombre muy respetado, a Arsenio pidiéndole que cancelase la excomunión del emperador. En respuesta, Arsenio eligió aproximadamente a José y al resto de los mensajeros, pero no perdonó al emperador. Además, prohibió al comienzo del servicio matutino cantar el salmo dedicado a los basileus.
Al darse cuenta de que el problema no podía resolverse pacíficamente, el emperador no interfirió cuando varios obispos presentaron quejas regulares sobre el patriarca Arsenio, acusándolo de varias violaciones de las reglas canónicas. Por orden del emperador, se nombró un Consejo para estudiar los asuntos del patriarca. Sintiendo que su destino estaba sellado, Arsenio visitó a Miguel, esperando hablar con él y empujar el final de su patriarcado. Hablaron amablemente, y el patriarca decidió ir a la iglesia para servir, seguido por el emperador. Es completamente posible que la cabeza de Miguel haya madurado instantáneamente un plan para terminar todo de una vez. Si entran al templo juntos, resulta que el patriarca de hecho lo perdonó y eliminó la excomunión. Entonces ni el Consejo ni los procedimientos legales serían necesarios. Pero, por desgracia, el patriarca adivinó cuál era el problema, y tirando bruscamente del emperador salió corriendo del edificio.
En 1266, comenzó el Concilio de la Iglesia, en el que consideraron el caso del Patriarca de Constantinopla. Arsenio fue privado del patriarcado y enviado a un monasterio. Por orden del emperador, su antiguo partidario y amigo, Germano, obispo de Adrianopolis, fue elegido nuevo patriarca. En torno a la personalidad del deshonrado patriarca, se formó una oposición, dirigida por el obispo Andrónico, el monje Iakinf de Nicea y la hermana del emperador, la monja María. Pronto, se abrió una conspiración contra el emperador, cuyo miembro era el dignatario de la corte Frangopul. Llevaron a cabo una investigación exhaustiva: Miguel estaba muy interesado en la pregunta: ¿Arsenio, a quien odiaba, no estaba entre los conspiradores? Y aunque resultó estar libre de sospechas, los conspiradores capturados torturaron al antiguo patriarca. Pero Arsenio recibió tanto apoyo de la opinión pública que Paleólogo, queriendo corregir la impresión de falsas acusaciones, detuvo inmediatamente el juicio, transfirió mucho dinero al anciano y le envió tres monjes para conversar.
Sin embargo, el patriarcado de Germano no duró mucho, rápidamente ganó notoriedad. Germano fue abiertamente odiado y constantemente comparado con el antiguo patriarca, en quien vieron solidez e independencia innatas. Sin embargo, a pesar de que no fue un candidato muy exitoso para apaciguar a la Iglesia, Miguel al menos esperaba lograr su apoyo para resolver su problema principal: recibir el perdón. El emperador exigió una explicación, pero Germano se alejó de él. Sin embargo, la verdad pronto se reveló: resultó que, a los ojos del patriarca Germano, Miguel VIII cometió un grave pecado al levantar la mano hacia Juan IV Lascaris. Y este pecado es tan fuerte que él personalmente, el Patriarca de Constantinopla, no puede perdonarlo ante Dios; está más allá de su fuerza. Además, estalló un cisma en la Iglesia, que el patriarca no pudo superar: muchos monjes y habitantes comunes exigieron que dejaran de comunicarse con los obispos que aprobaron la deposición del Patriarca Arsenio. Se les unió el Patriarca de Alejandría, Nicolás, pero el obispo antioqueño Eutimio estuvo de acuerdo con la decisión del Consejo.
En lugar del patriarca, el emperador tomó la pacificación de la Iglesia. Miguel VIII luchó activamente contra el cisma. Sin embargo, solo, bajo el patriarca no autorizado, no pudo hacerle frente: el cisma no desapareció. El confesor del emperador, José intervino en la situación. Usando la confianza de Miguel VIII Paleólogo, logró inculcarle la idea de que el patriarca no podría permitir que el Basileus pecara y reuniera a la iglesia dividida. Pero el propio emperador estaba poco satisfecho con el comportamiento del viejo camarada, al ver cómo el cisma dividía cada vez más a la Iglesia en dos campos. Después de recibir el permiso del emperador, José se reunió con el patriarca e intentó convencer a Germano de que renunciara voluntariamente a la oficina patriarcal. El nuevo patriarca estaba convencido de que disfrutaba del favor de Miguel. Finalmente, antes de la fiesta de la Exaltación de la Cruz del Señor, el emperador y los siguientes obispos dejaron en claro a Germano que no les agradaba. No discutió y el 14 de septiembre de 1267 renunció voluntariamente. Al enterarse de esta noticia, el emperador se apresuró a convocar al Consejo, por si acaso, enviando al mismo tiempo un mensaje general de los obispos a Germano exigiendo que regresara; pero él se negó. En la comodidad del patriarca abjurado, se les otorgó el título de "padre real". Miguel actuó tan sutilmente que, a pesar del evento desagradable para Germano, mantuvo buenas relaciones con el emperador.
En lugar de Germano, por decisión del emperador, los obispos eligieron a José de Galilea como Patriarca de Constantinopla. Esta vez, Miguel VIII no se equivocó: ya el 2 de febrero de 1268, al reunirse, el Patriarca José, junto con otros obispos, aceptó el arrepentimiento del Basileo en la Basílica de Santa Sofía. Inmediatamente después del perdón, Miguel ordenó a su sirviente que entregara al ciego Juan IV Lascaris todo lo que necesitaba, desde comida y ropa hasta la fortaleza donde lo mantenían, y que lo cuidara constantemente.

### Relaciones con Occidente

El Imperio Bizantino en el año 1270.

#### El surgimiento de una coalición anti-bizantina y negociaciones sobre una unión de la iglesia. Carlos I de Anjou y el comienzo de la confrontación con el Reino de Sicilia
Mientras tanto, el papa Urbano IV comenzó a prepararse activamente para una nueva campaña contra Constantinopla. En primer lugar, exigió que la República de Génova rescindiera el acuerdo con Bizancio, pero se negaron, y el pontífice la sometió a un entredicho. Los venecianos lo apoyaron activamente. Se hizo evidente que Occidente estaba formando una amplia coalición contra el Imperio bizantino.
Alarmado por la actividad del papa, el emperador bizantino Miguel VIII Paleólogo le envió un mensaje. Dando esperanza a la unión de la Iglesia de Constantinopla con Roma, escribió: “Tú, como nuestro padre, deberías habernos precedido en este asunto. Pero decidí ser el primero en ofrecerte paz, testificando ante Dios y los Ángeles que si la rechazas, mi conciencia no me reprenderá". En la carta de respuesta, el pontífice expresó gran alegría, agradeció a Dios, que condujo al emperador al camino de la verdad, y expresó su esperanza de que las diferencias fueran eliminadas. En conclusión, el pontífice declaró directamente: "hasta que el emperador bizantino obedezca a Roma, ni un solo latino acudirá en su ayuda".
Para estimular el consentimiento de Constantinopla, el papa Urbano IV dio la orden de declarar una cruzada contra Bizancio, con el objetivo de devolver las tierras griegas y restaurar el Imperio latino. Y simplemente dejó de responder a las cartas de Miguel VIII. El peligro se agravó por el hecho de que el exemperador latino Balduino II de Courtenay, quien se refugio en la corte del rey siciliano Manfredo, le ofreció sus derechos a Constantinopla. Además, Génova declaró su disposición a ayudar a los alemanes por las fuerzas de sus compatriotas que vivían en Constantinopla en caso de un ataque a los latinos en la ciudad. Está claro por qué Génova no pudo enfrentarse a la Roma papal durante mucho tiempo. Pero Miguel ya estaba empezando a verse afectado por una alianza con Génova, prefiriendo la reconciliación con la República de Venecia. Al enterarse de las negociaciones secretas del gobernante de Génova con los enemigos de Bizancio, Miguel VIII se enfureció e inmediatamente desalojó a todos los genoveses de la capital.
Mientras tanto, apareció una nueva figura en el escenario histórico, que influyó en gran medida en los eventos y políticas posteriores de Miguel VIII- Carlos de Anjou, hermano del rey francés Luis IX el Santo, el actual gobernante del condado de Provenza.
Carlos fue llamado por el papa Urbano IV, que se ocupó del destino de la corona siciliana. Primero, el papa invitó al rey de Francia, Luis IX, a tomar Sicilia bajo su autoridad, pero este le recomendó la corona a Carlos de Anjou. Sin embargo, esto violó los derechos del rey Manfredo Hohenstaufen, convencido de que era el único gobernante legítimo de Sicilia. El 26 de junio de 1263, se firmó un contrato entre Carlos de Anjou y Roma, según el cual Carlos recibió la corona. Al enterarse del contrato del papa con Carlos, Manfredo comenzó a tomar medidas contra Roma.
El 26 de febrero de 1266, los ejércitos francés y alemán lucharon en una batalla cerca de Benevento, y los franceses ganaron, el propio Manfredo Hohenstaufen pereció en la batalla. Después de esto, el papa declaró a Carlos rey de Sicilia. Sin embargo, pronto el heredero de Manfredo y duque de Suabia, Conradino, reclamo sus derechos al trono del reino siciliano. El 27 de mayo de 1267 con la mediación del nuevo papa Clemente IV se llegó a un acuerdo entre Balduino II de Courtenay y Carlos I de Anjou. Balduino II de Courtenay se vio obligado a aceptar la transferencia de sus derechos a cualquier tercio del territorio del antiguo Imperio latino a Carlos. Comenzando los preparativos para la guerra con el Imperio bizantino, el rey siciliano intentó concluir varias alianzas importantes para él, pero, afortunadamente para los griegos, no tuvo mucho éxito en esto. Cuando los embajadores franceses llegaron a los mongoles para acordar con ellos el comienzo de las hostilidades conjuntas, resultó que el ilkan iraní Abaqa Kan, heredero del kan mongol Hulagu, ya estaba casado con la princesa bizantina María Despina Paleóloga, hija ilegítima del emperador, profundamente venerada por los mongoles, por lo tanto, el kan no quiso escuchar sobre ninguna alianza militar.
En 1265, aprovechando la confusión en las filas de la coalición dirigida contra el Imperio bizantino, Miguel VIII Paleólogo concluyó un tratado de paz con la República de Venecia. Según este documento, el dux, que en ese momento era Reniero Zeno, no concluyó un acuerdo contra el imperio. A su vez, el Basileo griego restauró los privilegios de los ciudadanos de la "Serenissima", y también les permitió conservar las posesiones griegas en su poder, prometiendo simultáneamente expulsar a los genoveses del territorio de su estado. Pero debido al cambio en la situación de la política exterior, el gobierno de la república comercial italiana decidió posponer la firma del acuerdo. El fracaso en las negociaciones con la República de Venecia permitió a Miguel VIII Paleólogo comenzar negociaciones activas sobre la reanudación de las relaciones contractuales con la República de Génova, y en 1267 se concluyó un acuerdo.
Solo en 1268, los venecianos firmaron otro tratado de paz con el Imperio bizantino. Según él, los ciudadanos de la república eran libres de adquirir propiedades en el imperio, también se les garantizaba la seguridad de los ataques de Génova, a cambio de lo cual no debían atacar a sus ciudadanos. El dux rechazó el título de "soberano de los tres octavos del imperio romano", y el representante veneciano en Constantinopla cambió el título de podesta a bylo. El contrato fue muy beneficioso para ambas partes, y en 1273 se amplió.
Luego, el conde de Provenza, Carlos de Anjou, acudió al rey húngaro Bela IV Arpad, quien propuso en repetidas ocasiones organizar una cruzada contra el Imperio bizantino. Pero cuando la alianza casi concluyó, estalló la guerra con el rey de Jerusalén y duque de Suabia Conradino de Hohenstaufen por Italia. Sicilia, insatisfecha con el dominio de los franceses, estaba al borde de la rebelión, y el propio Conradino abandonó Alemania en octubre de 1267 y se movió a Italia. Carlos de Anjou avanzó hacia él.
El 23 de agosto de 1268, los enemigos se encontraron en la batalla de Tagliacozzo, y después de una batalla prolongada y sangrienta, Carlos volvió a ganar. Conradino Hohenstaufen y su aliado el Margrave Federico de Baden de la Casa de Zähringen fueron juzgados y decapitados el 29 de octubre de 1268. Este evento causó una insatisfacción abierta con el comportamiento de Carlos de Anjou, quien ejecutó a la descendencia de la sangre real. Pero para Carlos, esto solo significaba una cosa: garantizar la hegemonía en Sicilia e Italia. Ahora podía concentrarse en la realización de su sueño: la creación de un imperio mediterráneo, en el que entraría Bizancio. Sin embargo, pasó mucho tiempo antes de que fuera posible reprimir la rebelión en Sicilia para conquistar Florencia y toma el control de la Toscana. Todo esto dio un pequeño respiro al Imperio bizantino.
Mientras tanto, el nuevo papa continuó su correspondencia con el emperador griego Miguel VIII Paleólogo. A diferencia del difunto pontífice Urbano IV, no estaba satisfecho con las vagas garantías, en su opinión, de Miguel VIII y descubrió que la confesión de fe griega que se le envió en Roma estaba llena de errores. El papa Clemente IV consideró necesario enviar al emperador griego la confesión de fe latina con una exposición detallada de todos los dogmas, cánones y prácticas litúrgicas de la Iglesia católica romana, en particular la doctrina de la primacía de la sede romana en la cristiandad. El papa exigió del emperador bizantino y todos los obispos orientales firmas manuscritas debajo de ellos.
Entonces el emperador Miguel Paleólogo propuso a Clemente IV una cruzada conjunta hacia el este, y el papá dudó: esta propuesta era muy tentadora. Sin embargo, el 17 de mayo de 1267, respondió a Constantinopla que la cuestión de discutir cualquier empresa conjunta solo podía discutirse después de que los griegos y la Iglesia ortodoxa reconocieran su autoridad.
Mientras Carlos I de Anjou estaba ocupado con guerras en el oeste, Miguel no perdió el tiempo en vano. En Roma, observaron con gran ansiedad las políticas de Carlos, quien mostró gran apetito y no quiso coordinar sus acciones con los papas. Y en 1269 propuso a los venecianos rescindir el contrato con Constantinopla. Por precaución, los venecianos, para empezar, secuestraron un poco las condiciones de las relaciones con Miguel VIII. En respuesta, el emperador bizantino cambió sus obligaciones con la república: revocó la promesa de expulsar a los genoveses del territorio del Imperio bizantino y proporcionar a los venecianos con barrios en las principales ciudades costeras griegas. Esto enfrió a los venecianos, y no se atrevieron a correr riesgos, eligiendo finalmente Bizancio.
Sin embargo, todo esto no podría afectar significativamente el destino de la próxima campaña de Carlos contra Constantinopla. Miguel VIII Paleólogo entendió que solo el papa podía mantener al rey siciliano. Mientras el trono de San Pedro estaba vacío, mantuvo muchas reuniones con los obispos orientales, donde trató de encontrar los requisitos previos para una unión de las iglesias.
En la primavera de 1270, Carlos de Anjou finalmente decidió que en el verano organizaría una campaña contra Constantinopla. El nuevo papa aún no había sido elegido, lo que desató sus manos. El aliado de Carlos el rey serbio Stefan Uros I se ofreció para auxiliarlo. El imperio bizantino estaba en gran peligro. El emperador comenzó a comunicarse activamente con la Curia romana en busca de la salvación. Aunque el papa aún no había sido elegido, quedaban cardenales cuya influencia en el curso de los acontecimientos políticos no podía subestimarse. Enviando generosamente dinero y regalos a Roma, el emperador envió cartas indicando que estaba listo para hacer todo lo posible para unir a las iglesias. Estos eventos hicieron su trabajo, alterando en gran medida la campaña planificada por Carlos de Anjou a Constantinopla. Además, Miguel VIII en 1270 envió dos embajadas a París al rey Luis IX. Conociendo la piedad de un francés que soñaba con organizar una nueva Cruzada contra los musulmanes, le ofreció sus servicios. Esta propuesta avergonzó al rey: no sentía ninguna simpatía por los griegos, pero tampoco quería que el poder militar de su hermano, Carlos de Anjou, en lugar de ayudar a la Cruzada en el Este, se mezclara con Constantinopla. Luego, Luis envió una carta a Carlos, en la que expuso sus dudas.
Era el turno del propio Carlos de Anjou para pensar. Admiraba sinceramente a su hermano y era muy consciente de su influencia y autoridad en Europa. Por lo tanto, decidió unirse a la Cruzada de San Luis. Al mismo tiempo, realmente no quería renunciar a su sueño: Constantinopla. Tras reflexionar, Carlos sugirió que su hermano comenzara la Cruzada contra los musulmanes y eligió el califato tunecino de los Hafsidas como su objetivo. El 1 de julio de 1270, el ejército de San Luis marchó a la Cruzada. Carlos tuvo que acortar sus preparativos para la guerra con Constantinopla, uniéndose al resto de los cruzados. Los franceses desembarcaron en Túnez el 17 de julio de 1270, los sicilianos el 24 de agosto. La campaña no trajo ningún resultado especial, sin embargo, San Luis murió a causa de una enfermedad. El nuevo rey de Francia fue Felipe III el Atrevido.
El 1 de septiembre de 1271, se celebraron elecciones para un nuevo pontífice. Por supuesto, Carlos le resultaba más rentable la ausencia del papa en el trono papal: ya que desataba sus manos en el este. Pero Felipe III insistió categóricamente en su decisión: esperar a que apareciera el nuevo Papa, y solo entonces decidir sobre la guerra con los griegos. Finalmente, el papá fue elegido eligiendo el nombre de Gregorio. En ese momento, se estaba quedando con el Príncipe Eduardo de Inglaterra en Palestina, y solo en enero de 1272 llegó al sur de Italia, donde fue recibido por Carlos.
Mientras el nuevo papa ascendía a su trono, el rey siciliano continuó la política de estrangulamiento diplomático de Bizancio. Aprovechando la muerte del Déspota de Epiro Miguel II Comneno Ducas a principios de 1271, Carlos anexó parte del territorio de Epiro. Asimismo, se alió con el rey serbio Stefan Uros I, cuya esposa era una ardiente defensora del catolicismo, y el Zar búlgaro, cuya esposa era la hermana del ciego Juan Láscaris. Todo estaba bien, excepto por una cosa: el monarca siciliano no sabía cómo se comportaría el nuevo Papa. Y el papa Gregorio X, que tuvo tiempo de pensar en los principios principales de su política, ya en abril de 1271, mediante una Bula, convocó un nuevo Cocilio Ecuménico en Lyon el 1 de mayo de 1274, definiendo 3 temas a tratar: la reforma de la iglesia, las relaciones con la Iglesia del Este y la nueva Cruzada a Palestina. A los ojos del Papa, la nueva cruzada tenía un significado especial, y quería que todos los cristianos participaran en ella, tanto occidentales como orientales. Carlos de Anjou tenía todas las razones para estar descontento con esto: la cuestión de la cruzada y la necesidad de una unión con Constantinopla nuevamente congelaron por tiempo indefinido su guerra con Bizancio. Pero era imposible hablar abiertamente contra el papa: Carlos esperaba recibir el apoyo del pontífice en su enfrentamiento con Génova, calentado en secreto por Miguel Paleólogo. Pero el papa Gregorio X estaba listo para apoyarlo solo en la medida que fuera beneficioso para la Iglesia romana y garantizar la estabilidad en el mundo cristiano. La campaña de Carlos en Constantinopla quedó suspendida en el aire mientras la bendición del pontífice estaba ausente. Mientras tanto, Miguel VIII estableció relaciones con el Reino de Hungría, casando en 1272 a su hijo Andrónico con la hija del rey Esteban V de Hungría, Ana.
Como pronto se hizo evidente, el papa Gregorio X no consideró conveniente iniciar una guerra con Bizancio. Después de pasar mucho tiempo en el Este, el papa sabía muy bien que la oportunidad de reanimar el Imperio latino era ilusoria. Pero, si Bizancio se unia voluntariamente a Roma, podría convertirse en un aliado invaluable. Sin informar al rey siciliano, camino a Roma, escribió un mensaje al emperador, en el que declaró su ardiente deseo de organizar una unión eclesiástica. El papa insinuó en su carta que no podía permitir que Venecia concluyera un acuerdo con Constantinopla y generalmente con dificultad, refrena a Carlos de Anjou, que estaba listo para invadir el Este. Y luego invitó directamente a los griegos a venir a Lyon para testificar públicamente ante todo el mundo cristiano de su sumisión a la Iglesia romana.
Pero para Miguel VIII, fue una gran oportunidad para evitar el peligro de Carlos de Anjou, y lo usó. El emperador respondió al Papa en tonos entusiastas, invitándolo incluso a visitar personalmente Constantinopla para resolver todos los problemas de la unión de la iglesia. El papa comprendió que había elegido el momento adecuado: rodeado de enemigos por todos lados, Miguel Paleólogo no pudo rechazar la invitación del Papa a ir a la Catedral de Lyon, aunque la futura unión significó una revolución en el sistema de gestión de la iglesia de Bizancio. Pero el emperador no temía perspectivas tan distantes: esperaba que las concesiones fáciles en tiempo presente fueran mucho más seguras para el imperio bizantino que una guerra inmediata. Y, confiado en su inocencia, fue a reunirse con el papa, dando la orden de preparar la embajada en la Catedral de Lyon.

### Unión de Lyon

#### La introducción de la unión en la sociedad bizantina y el Segundo Concilio de Lyon
Gracias a los esfuerzos de Miguel, inicialmente la lista de requisitos a la que se iban a suscribir los obispos bizantinos era pequeña. Roma aún no plantea el tema del dogma latino: el papa solo exigía el reconocimiento de su liderazgo en la Iglesia. Aceptando estos requisitos, ya podría considerarse que el problema estaba resuelto.
Sin embargo, en ese momento, incluso esas condiciones súper suaves no se adaptaban al episcopado bizantino. El emperador intentó convencer al clero y a los representantes de las familias más nobles, insatisfechos con su posición, de que era mucho más conveniente e importante prevenir la amenaza que combatirla más tarde. Pero todo fue inútil. Lo peor de todo, el patriarca José de Constantinopla, que hasta ahora era un fiel compañero del emperador, esta vez se puso del lado de la oposición. En su misión secreta, el hartofilaks, Juan Becco, cuando se reunió con el monarca, declaró en nombre de todo el episcopado que, aunque los griegos no llamaban herejes a los latinos, de hecho lo eran. En 1273, Becco fue encarcelado por esto.
Luego, el emperador dio instrucciones a algunos clérigos para que prepararan un estudio extenso sobre temas dogmáticos controvertidos, para luego discutirlo con los obispos. A su vez, el patriarca José y otros obispos comenzaron su investigación, pero persiguieron un objetivo diferente: demostrarle al Basileus que era imposible unirse con Roma. Cada uno de los obispos compiló su propia posición escrita, y luego ordenó al clérigo Job Iasith que reuniera todo.
Habiendo recibido el tratado de los obispos, Miguel se dio cuenta de que no recibiría ningún apoyo de ellos. Al reflexionar, decidió ganarse a Juan Becco, que todavía estaba en prisión. Fue a visitarlo y lo convenció de estudiar independientemente los argumentos a favor de la unión y los argumentos en contra.
Ante la abierta resistencia del episcopado y parientes cercanos, Miguel VIII comenzó de inmediato la persecución de sus enemigos.
El preocupado patriarca escribió una epístola y prestó juramento a los obispos de que ninguno de ellos iría al lado de los católicos. Casi todos los obispos firmaron la epístola, colocando así al emperador en una posición increíblemente difícil. Sin duda, Miguel VIII tenía todas las razones para estar insatisfecho con las acciones del Patriarca José, con la ayuda de quien esperaba eliminar la amenaza de Occidente. Miguel no tenía otra opción, y comenzó a mantener conversaciones no solo con el patriarca, sino también con los obispos.
Y de repente, en 1274, Miguel consiguió un aliado, el mismo Juan Becco. Después de estudiar libros católicos, Becco llegó a la conclusión de que la Curia romana no era tan diferente desde el punto de vista del dogma. Informó al emperador en el reconocimiento de sus errores anteriores y tomó parte activa en las negociaciones con los obispos.
Probablemente, el papa sabía de los problemas que enfrentaba el emperador y, por lo tanto, decidió asustar un poco a los griegos, prohibiendo a los venecianos renovar el acuerdo con Bizancio. El emperador puso la capital en estado de sitio y comenzó a prepararse para la guerra. Reanudó urgentemente las relaciones contractuales con los genoveses, que fueron aceptados en el servicio bizantino por las masas.
Miguel VIII nuevamente decidió todo a través de la diplomacia. Era necesario ablandar al papa, y en su mensaje a Roma, Miguel VIII, explicó por qué no podía cumplir con sus obligaciones en ese momento, y simultáneamente le pidió al papa que aceptara su delegación en Lyon.
Además, Miguel VIII invitó al Patriarca José a retirarse a un monasterio durante la duración del Concilio en la Catedral de Lyon, para descansar, pero con la conmemoración obligatoria de su nombre en cada Liturgia como patriarca. Si la unificación de las iglesias no tiene lugar, José podía regresar a sus deberes. Si la unión se llevaba a cabo, él renunciará voluntariamente, y un partidario de la unión sería elegido en su lugar. El patriarca estuvo de acuerdo.
Mientras tanto, la conversaciones por la unión de las iglesias duraron todo 1273, enfureciendo al rey de Sicilia. Se vio obligado a suspender la preparación de su campaña en Constantinopla. El término de su contrato con Balduino II expiró en 1274, después de lo cual se consideró inválido; en este caso, Carlos perdió sus derechos en los territorios que el emperador latino le cedió.
El concilio fue inaugurado por el papa el 7 de mayo de 1274. Como uno de los barcos se hundió, la delegación bizantina que llegó no estuvo representada tan espléndidamente como el emperador bizantino quería. Pero los embajadores todavía fueron recibidos con alegría y celebraron un servicio unificador. Estos leyeron las cartas del emperador y su hijo Andrónico, en los que ambos gobernantes reconocían la primacía de la Iglesia romana. Sin embargo, a pesar de las magníficas expresiones, en esencia el mensaje no tocó los temas principales en esa edición, lo que sería conveniente para Roma.
Las demandas de los griegos, sobre las cuales acordaron concluir una unión, también fueron leídas al Papa: en primer lugar, hacer las paces entre Bizancio y Carlos de Anjou con la reserva de que era necesario que los bizantinos participaran en la nueva Cruzada, que el papa negara la admisión a los vasallos rebeldes del emperador bizantino, y finalmente el reconocimiento de los derechos de Miguel VIII al trono.
La tercera epístola, de los obispos de la Iglesia del Este, contenía posiciones aún más vagas. Para eliminar el silencio opresivo después de leer estos mensajes, Jorge Acropolita, en nombre del emperador, prometió aceptar el Credo Católico y reconocer los dogmas católicos como los únicos verdaderos. Pero cuando el papa Gregorio X solicitó una copia escrita de este juramento, Acropolita respondió que se había hundido en una tormenta.
Pero el papá todavía triunfó. Considerando que había obtenido una victoria decisiva, Gregorio X liberó la embajada en Constantinopla, escribiendo en apoyo del emperador. La unión se llevó a cabo oficialmente, pero solo formalmente. Al final del Concilio, el 6 de julio de 1274, el Obispo de Roma celebró una solemne reunión dedicada a la unificación de las Iglesias. Después de escuchar el informe de la embajada, Miguel VIII tuvo todas las razones para considerar exitosa su política: nuevamente recibió un aplazamiento importante del ataque de Carlos de Anjou y, además, logró el reconocimiento de sus derechos al trono imperial por parte de Roma. Ahora nadie podría dudar de su autocracia y autoridad como el emperador bizantino. Al mismo tiempo, al darse cuenta de que la continuación de la política unificadora de la iglesia y el destinatario de las decisiones de Lyon podrían conducir a la rebelión, Miguel decidió jugar en pequeñas concesiones, sin darle al Papa lo principal: la subordinación de la Iglesia Ortodoxa. Además los Acuerdos de Lyon fueron el colapso de las esperanzas del rey siciliano. Los asuntos de Carlos estaban lejos de ser tan exitosos como le hubiera gustado. En octubre de 1274, sus tropas sufrieron daños en la guerra con Génova, y la situación en Piamonte se volvió completamente deplorable. Entre otras cosas, Carlos tuvo que mirar en silencio cómo los bizantinos, aprovechando el hecho de que el papa prohibió a los sicilianos luchar con ellos, comenzaron a reconquistar Albania y los Balcanes de los serbios, búlgaros y húngaros.
El emperador bizantino sabía muy bien que sin éxitos militares, su política eclesiástica estaba condenada a la derrota. Por lo tanto, tan pronto como sus enviados regresaron de Lyon, Miguel VIII envió sus tropas a Albania, capturando la ciudad de Berat y el puerto marítimo de Butrinto. En la primavera de 1275, el ejército bizantino, compuesto principalmente por mercenarios, sufrió una aplastante derrota en Neopatria frente a los latinos, cuando estaba a punto de atacar al despotado de Epiro. Pero unos días después, la flota bizantina bajo el mando de Alejo Ducas Filantropeno, en la costa de Demetrias, derrotó a la flota veneciana-Lombardía. Esta victoria abrió el mar Egeo a los bizantinos. A finales de 1275, los bizantinos derrotaron en el Peloponeso a las tropas de Carlos de Anjou y el duque de Guillermo, lo que permitió a Constantinopla fortalecer su influencia en Laconia, en el sureste de la península. En 1276, todo fue exactamente igual: Miguel envió nuevamente al ejército a Grecia central, donde los bizantinos sufrieron una nueva derrota, y en el verano de ese año su flota nuevamente derrotó a los italianos.
Todo este tiempo, el emperador bizantino intentó en vano fingir que Constantinopla reconocía la unión. En principio, los obispos bizantinos podían acordar tranquilamente una unión en las condiciones que el papa les ofrecía. El Paleólogo explicó con franqueza que la pregunta era sobre la vida y la muerte del Imperio Bizantino, por lo que valía la pena sacrificar tres puntos en la lista de desacuerdos con los católicos. Finalmente, cansado de las explicaciones que no dieron ningún resultado, el emperador sugirió que cada uno de los obispos diera una idea de cómo evitar el peligro. Pero esto tampoco ayudó: los obispos de todas las formas evitaron dar consejos.
Al darse cuenta de que hasta el momento no había nada que informar al Papa, el emperador decidió invitarlo personalmente a Constantinopla, con la esperanza de que la llegada del Papa eliminaría los problemas principales. El Papa estuvo de acuerdo y el emperador envió la embajada a Roma para acordar el lugar y la hora de la reunión. Debería tener lugar en Pascua en 1276, pero esto nunca sucedió: en enero de 1276, el papa Gregorio X falleció.
Su muerte fue un duro golpe para Miguel VIII. Al comunicarse con varios obispos romanos, apreció el tacto y la modesta cantidad de demandas del difunto Gregorio X. Sería un colmo de arrogancia creer que el nuevo Papa, en la elección de la cual Carlos de Anjou probablemente tomaría parte activa, perseguiría una política de compromiso de este tipo. Era necesario una vez más demostrar a la Curia romana los éxitos de los bizantinos en la implementación de la Unión de Lyon y, por lo tanto, eliminar físicamente los obstáculos que se interponían en el camino del Basileus.
El emperador volvió a tener razón en sus temores. El 21 de enero de 1276, Inocencio V se convirtió en Papa. Para complacer a Carlos, inmediatamente exigió que Génova hiciera las paces con él. Estuvieron de acuerdo, sin gloria para Carlos, pero desataba sus manos para una guerra en el Este, la paz concluyó el 22 de junio de 1276, pero literalmente 4 días después murió Inocencio V. El nuevo papa, un fiel amigo de Carlos de Anjou, Adriano V, elegido el 11 de julio de 1276, murió el 18 de agosto del mismo año en Viterbo. Otro papa fue Juan XXI, que sin embargo, no quería fortalecer innecesariamente al peligroso y ambicioso francés en detrimento del papado.
Además, involuntariamente, Juan XXI estaba obligado por la Unión de Lyon. Para dar una bendición a Carlos de Anjou para la guerra con los griegos, necesitaba recibir evidencia confiable de que Constantinopla no estaba cumpliendo con sus obligaciones. Sin embargo, Miguel también entendió esto. El emperador demostró repetidamente a Roma que de la noche a la mañana, realizar la Unión de Lyon era una tarea más difícil de lo que parecía a todos inicialmente. Los bizantinos todavía estaban vivos, recordando lo que hicieron los cruzados en su antigua capital, y los contemporáneos ya habían oído hablar de los horrores de la ocupación latina de Chipre. Además, señaló el emperador, la restauración de la unidad de las Iglesias estaba muy obstaculizada por las amenazas militares. Si eran eliminadas, entonces los griegos verían por sí mismos qué autoridad tiene el Papa. No hace falta decir que este fue otro truco por parte del Paleólogo, pero una astucia inteligente que requirió una respuesta diplomática digna.

#### Lucha contra la oposición a la unión de la iglesia
Para demostrarle a Roma con qué celo luchaba por la Unión, informó al Papa del cambio de Patriarca de Constantinopla y la selección de Juan Becco, un firme defensor de la unión. La embajada bizantina, que llegó a Roma de regreso a Gregorio X, le pidió al Papa que comenzara urgentemente la Cruzada contra los musulmanes que amenazaban a Bizancio desde el Este y excomulgara a todos los enemigos del Basileus. El papa Inocencio V, que tuvo que considerar la petición, estuvo de acuerdo en que se necesitaba mucho trabajo para implementar la unión, pero rehuyó la cuestión de la Cruzada. También rechazó la excomunión de la iglesia de los enemigos del emperador.
Para disgusto de Miguel, bajo la influencia del rey siciliano, el papa Juan XXI envió una embajada a Constantinopla para que sus legados pudieran ver con sus propios ojos lo que estaba haciendo para cumplir con sus obligaciones. En respuesta, envió una confirmación por escrito del juramento anterior y adjuntó el mensaje del patriarca Juan Becco y los obispos bizantinos. Aunque las palabras de los obispos griegos todavía eran vagas, el papa Juan XXI prohibió a Carlos I de Anjou la guerra con Constantinopla, con la esperanza de ganar poder sobre los griegos pacíficamente.
Aunque los retrasos constantes causaron considerable preocupación a Carlos de Anjou, en el fondo creía que tarde o temprano los intentos de realizar la unión fracasarían, y luego el Papa le permitiría marchar sobre Constantinopla. Esperaba sinceramente que el Papa lo reconociera como su aliado más valioso, pero el 12 de mayo de 1277, ocurrió un evento imprevisto. El Papa ordenó hacer reparaciones en su habitación, pero los maestros se apresuraron, y por la noche el techo cayó sobre la cabeza del somnoliento Juan XXI, y después de 8 días murió. Elegido el 25 de noviembre de 1277, el papa Nicolás III difícilmente podría clasificarse entre los amigos de Carlos de Anjou.
En 1277, los embajadores de Miguel VIII Paleólogo llegaron a Roma. Estos notificaron al Papa que el emperador confirmaba todas sus obligaciones anteriores y, en nombre del Patriarca de Constantinopla, transmitieron que reconocía al Papa como su maestro. Pero el Papa no era tan simple como pensaban los griegos. Especialmente dio una audiencia a los embajadores de Carlos de Anjou en presencia de los emisarios bizantinos, para que este último pudiera ver claramente qué planes estaba llevando el rey siciliano. Sin embargo, a los franceses se les dijo abiertamente que el Papa no aprobaba la campaña de Carlos de Anjou a Constantinopla dado que los griegos son en adelante "los hijos de la iglesia romana".
Miguel sabía muy bien que este retraso era temporal. Cuando el Papa verificase los resultados de la implementación de los acuerdos, se pondría furioso. Se necesitaba hacer algo con urgencia, de lo contrario el ejército siciliano invadiría Bizancio. El problema se agravó por el hecho de que la hermana del emperador Irene y su hija María, que se casó con el Zar búlgaro Constantino, se opusieron activamente a la unión, apoyando a sus oponentes. En 1277, la reina búlgara tomó el poder del país en sus propias manos, aprovechando la enfermedad de su esposo, y el peligro de Bulgaria aumentó bruscamente.
Nuevamente, comenzó una feroz lucha con la oposición. El primero en sufrir fue el ex Patriarca José, en cuya celda llegaban monjes constantemente, declarando abiertamente su partida al cisma como resultado del rechazo de la Unión de Lyon. El Basileus estaba cansado de recibir noticias de que José se estaba convirtiendo en un centro involuntario de la oposición, y lo trasladó en 1275 a la isla de Hilla frente al Mar Negro.
En 1279 se abrió un caso sobre Becco, acusando al patriarca de insultar a la majestad imperial. El principal acusador fue Isaac, Metropolitano de Éfeso, el padre espiritual del emperador. Miguel VIII no quería permitir represalias con el patriarca y, por lo tanto, ralentizó la consideración del caso. Pero al mismo tiempo, al darse cuenta de que Juan Becco no era capaz de resolver el problema del cisma de la iglesia, temiendo la creciente independencia de la iglesia del gobierno imperial, emitió un decreto que ahora prohibía que el Patriarca de Constantinopla interfiriese en los asuntos de los monasterios ubicados en otras metrópolis. Fue un golpe directo y pesado para las prerrogativas del patriarca, que de hecho revocó sus antiguos poderes. Aparentemente, el emperador quería mostrar a todos que él, como los emperadores anteriores, era el jefe de la administración de la iglesia, y no tenía la intención de observar con calma cómo algunos obispos, e incluso el propio Patriarca de Constantinopla, ignoraban sus órdenes.
Como la siguiente medida contra el cisma, el emperador prohibió oficialmente celebrar debates públicos sobre temas dogmáticos controvertidos, temiendo que los rumores de estas discusiones llegaran a Roma, y luego nadie podría convencer al Papa de que los griegos habían aceptado la Unión de Lyon. Pero el patriarca desobedeció la orden del emperador, tratando de demostrar a sus oponentes que las iglesias griega y romana estaban divididas por contradicciones descabelladas.
Habiendo recibido una reprimenda del rey, en 1279, Juan Becco abandonó voluntariamente la silla patriarcal. Esto fue muy inapropiado, ya que justo en ese momento llegó el nuncio papal. Nicolás III envió un nuevo mensaje a Miguel VIII, en la que anexaba de 10 condiciones adicionales, estas incluían: la demanda de confirmación de juramentos por parte del emperador y su hijo para someterse a Roma, así como el consentimiento por escrito del patriarca y todos los obispos para adherirse al Credo latino. Además, todos los ritos griegos estaban sujetos a revisión por parte de Roma, y no podían usarse en los templos orientales en los servicios. El Papa también creía que todos los bizantinos debían arrepentirse antes de enviar los legados papales a Constantinopla, y el emperador se comprometió, junto con el patriarca, a excomulgar a todos los opositores de la unión de la Iglesia. Estas fueron, como mínimo, ofensivas para las demandas griegas, humillando la posición del emperador a los ojos de los bizantinos.
El emperador escribió urgentemente un mensaje a Juan Becco, en la que le pedía que abandonara el monasterio donde se había retirado y se reuniera con los enviados romanos. Mientras Becco pensaba, el nuncio quería verificar realmente la implementación de la Unión de Lyon, y al menos escuchar personalmente cómo se cantaba el Credo en la versión católica durante la Liturgia. Al darse cuenta de que tal propuesta de los enviados del Papa, anunciada públicamente, causaría una verdadera rebelión, Miguel VIII convocó urgentemente a los obispos al consejo. Finalmente, Juan Becco se reunió con los embajadores, quienes no dijeron una palabra sobre sus desacuerdos con el Basileus y se reincorporó al trono patriarcal.
Aparentemente, el Papa quedó satisfecho con el informe de su embajada, y una vez más prohibió a Carlos de Anjou la guerra con Constantinopla. Además, celebró un acuerdo secreto con el emperador Miguel VIII Paleólogo y el rey Pedro de Aragón contra Carlos de Anjou. Pero el rey siciliano no tuvo que aguantar por mucho tiempo: el 22 de agosto de 1280, el papa Nicolás III falleció.
Pero la lucha con los opositores de la unión continuó. Incapaz de ganarse el amor de sus súbditos por la política de la Iglesia, el atacante de Oriente y Occidente, casi perdiendo la esperanza de paz con Roma, el emperador estaba en una situación extremadamente difícil, pero ahora no se desanimó. El cisma de la iglesia y la oposición al emperador desde el lado de las personas más cercanas y más altas aumentaron. Pero el emperador nunca toleró la desobediencia abierta a su voluntad. Miguel comenzó a torturar sin piedad y cegar a los opositores de la unión. Según un contemporáneo, el emperador alcanzó tal grado de ira que apenas recibía la denuncia de una persona, inmediatamente ordenaba que se ejecutara al acusado, sin siquiera entender de qué se lo acusaba.
No tiene sentido evaluar la situación en Bizancio y la Iglesia Oriental sin ambigüedades. Por supuesto, las represalias del emperador contra la oposición causaron una gran impresión en quienes lo rodeaban. Pero la autoridad de Miguel VIII y la alta imagen del emperador aún dominaban la sociedad bizantina. En particular, los santos padres del Monte Athos le enviaron una carta al emperador poco después de la conclusión de la unión, en la que los Ancianos demostraron la falacia de algunos ritos latinos. Sabiendo muy bien cuán severos fueron los veredictos de la corte contra las personas que no aceptaron la Unión de Lyon, los padres que estaban lejos de la adulación, sin embargo, escribieron en tono de alabanza.

#### Guerras de Carlos de Anjou en los Balcanes. El fracaso de la Unión de Lyon
Mientras tanto, el rey siciliano comenzó las primeras operaciones en los Balcanes. En 1280, capturó la ciudad de Butrinto del Despotado de Epiro y envió un ejército dirigido por Hugo de Sully a lo profundo del país. Durante el otoño de ese año, su ejército empujó a los bizantinos a Berat y asedió la ciudad. Miguel VIII envió todas las fuerzas de las que disponía para ayudar a la guarnición sitiada bajo el mando de su sobrino Miguel Tarcaniota, pero llegaron a Albania solo en febrero de 1281. 
En las escaramuzas que siguieron, el éxito acompañó a los bizantinos, que lograron derrotar dos veces a los franceses e incluso capturar a De Sully. Los sicilianos huyeron y el Paleólogo obtuvo el control del norte de Epiro y parte de Albania, aunque Carlos de Anjou salvó las tierras desde Durazzo hasta Butrinto. Hugo de Sully fue conducido encadenado por las calles de Constantinopla, y el emperador incluso ordenó representar esta imagen en un fresco en su palacio.
Mientras tanto, en Roma se decidió el destino del trono papal. Aunque las elecciones duraron bastante tiempo, terminaron de manera optimista para Carlos: el 23 de marzo de 1281, un partidario de Carlos, Martin IV, fue elevado al trono apostólico. Para él, los intereses de la Corona francesa y personalmente de Carlos de Anjou siempre estuvieron en primer lugar. Además, el nuevo papa creía que no se necesitaba una unión con los griegos. Pronto cesó todas las relaciones con el emperador bizantino, citando el hecho de que Miguel VIII no cumplió con sus obligaciones.
El Basileus envió urgentemente una embajada a Roma, pero se encontró con un ambiente frío. El 3 de julio de 1281, Carlos de Anjou y el rey francés Felipe III se reunieron con representantes de la República de Venecia y, con la bendición del nuevo papa, firmaron el acuerdo "Sobre el renacimiento del imperio romano usurpado por paleólogo". Pronto se les unieron los pisanos, los latinos del Peloponeso; y solo los genoveses se negaron a pelear con sus aliados.
El 18 de noviembre de 1281, el papa Martín IV excomulgo a Miguel VIII, obligándole a transferir el Imperio bizantino a Roma antes del 1 de mayo de 1282. De lo contrario, se anunció al emperador que sería puesto bajo excomunión eterna. Lo único que quedaba por esperar al emperador bizantino era la ofensiva de la armada de Carlos de Anjou en el verano de 1282. Este paso drástico arrojó al polvo las políticas de décadas anteriores. Por supuesto, ahora no se puede hablar de ninguna unión: Miguel VIII se sintió traicionado y ofendido  por el obispo romano. El emperador inmediatamente quiso romper públicamente el acuerdo con Roma, pero lo pensó mejor, después de todo, en este caso, había firmado con sus propias manos las políticas erráticas de años anteriores. Está claro que esto no podría pasar sin dejar rastro para él. Por lo tanto, el emperador se limitó a prohibir mencionar el nombre del Papa en la Liturgia. Pero Bizancio permaneció indefenso ante la armada de los latinos, dirigida por Carlos de Anjou. Sin embargo, los frutos de la estrategia de Miguel VIII, que había estado persiguiendo durante casi dos décadas, finalmente se reflejaron aquí.
Fascinado por la idea de construir un imperio mediterráneo, Carlos de Anjou se olvidó por completo de sus enemigos en Europa, el descontento de los sicilianos que sufrían bajo su gobierno, la masa de personas nobles expulsadas de la isla y los fuertes impuestos con los que torturó a los isleños. Al final resultó que, los exiliados de Sicilia encontraron refugio con el rey de Aragón, Jaime I, cuyo hijo, el infante Pedro, se casó con Constanza, hija del difunto rey siciliano Manfredo. Y en 1276, Pedro se convirtió en rey de Aragón, estableció relaciones diplomáticas con Constantinopla y comenzó a preparar una gran conspiración contra Sicilia.
La confrontación de los aragoneses con los franceses confundió al Papa. Simultáneamente bendijo dos cruzadas: una para Carlos de Anjou contra Bizancio, y la segunda para Pedro de Aragón en Túnez, de hecho, claramente dirigida contra el rey de Sicilia.

##### Vísperas sicilianas
En la primavera de 1282, la enorme flota de Carlos de Anjou ya estaba estacionada en los puertos de Mesina, lista para navegar. Los venecianos y católicos de Epiro y Tesalia estaban listos para unirse a él. Serbia, Bulgaria y Hungría iban a apoyar esta empresa, con la esperanza de expandir sus territorios. Todo atestiguaba el éxito de la campaña.
Pero, de repente, hubo un evento que marcó el colapso de toda la política de Carlos de Anjou y su sueño, en Sicilia se inició una rebelión que se conoce como vísperas sicilianas, lo que llevó a la expulsión total de los franceses de la isla y el derrocamiento del gobierno de Carlos de Anjou. El levantamiento comenzó el 29 de marzo de 1282, en Semana Santa. La razón fue el coqueteo de unos soldados franceses en Palermo con una joven siciliana durante las festividades, que terminó con el marido de la mujer apuñalando al delincuente frente a la multitud. Los franceses se apresuraron a vengar a su compañero, pero los sicilianos los atacaron y los mataron a todos. A la mañana siguiente, dos mil franceses, hombres y mujeres, fueron asesinados por sicilianos enojados.
Carlos de Anjou estaba en Nápoles cuando se enteró de los disturbios en Sicilia y la masacre en Palermo. Sin darse cuenta de la magnitud real del desastre, se enfureció, temiendo solo que, debido a la rebelión, su campaña contra Constantinopla podría retrasarse nuevamente. Pero el 8 de abril de 1282, la flota de Carlos en Messina fue destruida casi por completo. Tras cancelar la campaña contra los bizantinos, él, con el apoyo del Papa, comenzó a mover su ejército a Sicilia, con la intención de liderarlo para reprimir la rebelión. El papa Martín IV excomulgó a los líderes del levantamiento siciliano, y junto con ellos, a Miguel VIII. Pero ya el 30 de agosto En 1282, el ejército aragonés desembarcó en Sicilia. Comenzó una gran guerra europea, posponiendo indefinidamente la expedición a Constantinopla.
Ahora el reino siciliano se dividió en dos partes. Carlos de Anjou gobernaba en Nápoles y Pedro de Aragón en Sicilia. Se hizo evidente para todos que no habría imperio mediterráneo, y los últimos aliados dejaron a Carlos uno por uno. Ahora, un ataque contra Constantinopla estaba fuera de discusión. Y el 7 de enero de 1285, Carlos de Anjou murió en Foggia.
Bizancio estaba a salvo. Pero solo el propio emperador y su círculo íntimo apreciaron las consecuencias de este evento en ese momento: muchos bizantinos maldijeron al Basileus que había traicionado a la ortodoxia.

## Relación con los Estados cruzados

Grecia en 1210

Poco después de la liberación del cautiverio bizantino en 1261, el príncipe aqueo Guillermo II de Villehardouin comenzó la búsqueda de aliados y esperaba la ayuda de los países de Europa occidental. Al enterarse de esto, Miguel VIII envió un ejército al principado bajo el liderazgo de su hermano Constantino, pero la expedición fracasó. Al principio, los bizantinos fueron derrotados en la batalla de Prinitza en 1263, y después de que Constantino regresó a la capital del imperio, en la batalla de Macriplagi en 1264.
En 1275, el duque de Atenas, Juan I de la Roche, en alianza con el gobernante de Tesalia, Juan I Ducas (cuya capital, Neopatria, fue capturada por Miguel VIII unos días antes), hizo un viaje a Bizancio, con el objetivo de liberar Tesalia. El ejército Paleólogo estaba debilitado por las batallas anteriores, y ganaron Juan Ducas y Juan de La Roche. Juan pudo recuperar su capital.
Un año después, en alianza con Giberto de Verona, Juan I fue en ayuda de Negroponte asediado por Miguel Paleólogo. Después de desembarcar en la isla, perdió la batalla de Watonda, fue herido por una flecha y cayó de su caballo. El duque de Atenas y Giberto de Verona fueron capturados y llevados a Constantinopla, donde comparecieron ante Miguel VIII. El duque le gustaba al emperador, y le trataba bien. Incluso le ofreció la mano de su hija, pero Juan rechazó esta oferta. Solo después del pago de un rescate de 30 000 sólidos y un acuerdo de paz eterna entre el Ducado y el Imperio, Juan recibió la libertad y pudo regresar a Atenas en 1278.
Otro estado de los cruzados, el Señorío de Negroponte, se encontraba en la isla de Eubea. Poco después de la reconquista de Constantinopla, Miguel VIII envió un ejército a Negroponte bajo el mando de Licario, quien logró tomar el control de toda la isla, excepto la fortaleza de Calcis. Sin embargo, en 1280, los venecianos comenzaron a recuperar gradualmente la isla, lo que posteriormente condujo a la expulsión completa de los bizantinos en 1296.

## Política en los Balcanes

### Bulgaria y Serbia

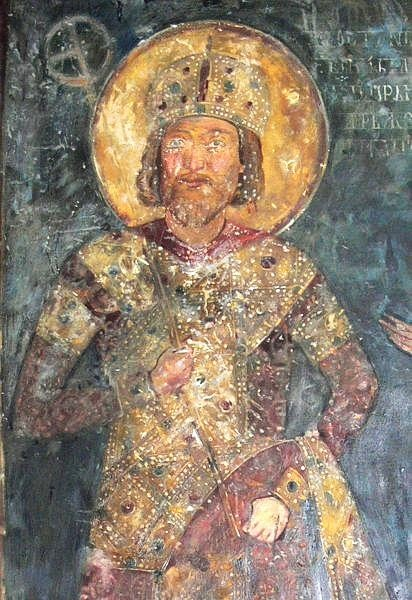
Imagen del Zar búlgaro Constantino Tij

En 1261, el Zar búlgaro Constantino Tij ataca Constantinopla, pero es derrotado y pierde casi todo su ejército. Su campaña fue impulsada por su esposa, la hermana de Juan IV Lascaris, que quería vengar a su hermano.
En 1265, Miguel, el déspota de Epiro, y el zar búlgaro Constantino, a la cabeza de veinte mil mongoles, invadieron Tesalia, siendo derrotados.
Mientras Miguel intentaba concluir una unión de la iglesia con Occidente, Constantino realizó varias campañas más contra los bizantinos. Pero, habiendo capturado por primera vez varias regiones de Tesalia y Macedonia, sufrió varias derrotas frente al ejército bizantino, que fue ayudado por el Kan Nogai, y perdió no solo sus conquistas, sino también sus últimas posesiones en Macedonia, así como las ciudades de Mesembria, Anquialo, Filipópolis, Stanimak, Skopie, Prilep y Polog.
En 1272, el zar búlgaro quedó viudo y el emperador bizantino logró convencerle de que se casara con su sobrina María. Cuando los búlgaros, al no haber recibido la promesa como dote para la novia, intentaron oponerse a Bizancio, fueron detenidos por los mongoles de Nogai. Con maniobras sutiles, también fue posible conciliar con Serbia y el reino húngaro.
Después de la batalla de Pelagonia, el rey serbio Stefan Uros I el Grande comenzó a establecer buenas relaciones con Bizancio, y en 1265, Miguel VIII trató de arreglar un matrimonio entre el hijo menor de Stefan y su hija Ana. Sin embargo, el matrimonio fracasó debido a la resistencia de los serbios. Sin embargo, en 1273 (u 1272), Stefan Uros decidió unirse a la coalición anti-bizantina de Carlos de Anjou, con la esperanza de expandir sus posesiones a expensas de Bizancio.

### Tesalia y el Despotado de Epiro
En 1272, Juan I Ducas entró en una alianza con el Imperio bizantino, sellada por el matrimonio dinástico de su hija con el sobrino del emperador. En el mismo año recibió el título de Sebastocrátor de Miguel. Sin embargo, Ducas siguió siendo un rival del imperio, y Miguel dos veces (en 1273 y 1275) envió tropas a Tesalia para pacificar a un aliado poco confiable.
Tesalia fue parte de la coalición anti-bizantina de Carlos de Anjou. En 1277, Juan convocó un sínodo en el que los opositores de la Unión de Lyon, expulsados de Bizancio, excomulgaron al Basileo y al Patriarca de Constantinopla, Juan XI Becco, de la Iglesia. En el mismo año, Miguel lanzó otro ataque contra su vecino, pero en la batalla de Farsalo, las tropas de Juan obligaron a los romanos a retirarse.
Después de la batalla de Pelagonia, el déspota de Epiro, Miguel II Comneno Ducas, hizo un juramento de lealtad al Paleólogo, y Epiro se convirtió en vasallo de los imperios bizantino y de Nicea. Luego, después de la reconquista de Constantinopla, Miguel VIII obligó al hijo del déspota Nicéforo a casarse con su sobrina Ana Cantacuceno en 1264.
En 1267 Corfú y la mayor parte del Despotado fueron capturados por Carlos de Anjou, y en 1267/68 Miguel II murió y fue sucedido por Nicéforo. En 1271, este entró en una alianza con Carlos y acordó convertirse en su vasallo. Poco después de las Vísperas sicilianas, Bizancio capturó Albania de Epiro.

## Política oriental

### Horda de Oro e Ilkanato
Después de la restauración del Imperio bizantino, Miguel VIII hizo todo lo posible por evitar la invasión de los mongoles manteniendo relaciones pacíficas con ellos y matrimonios dinásticos. Primero, firmó un acuerdo de paz con la Horda de Oro en 1263, y dos años después casó a su hija ilegítima María Paleóloga con el gobernante del Ilkanato, Abaqa Kan, concluyendo un acuerdo de alianza con él.
Sin embargo, el emperador no pudo evitar la invasión de los nómadas. El Kan de la Horda de Oro, Berke, insatisfecho con la conclusión de una alianza entre Bizancio y su principal enemigo en el Cáucaso, el Ilkanato, organizó en el mismo 1265 una campaña conjunta mongol-búlgara contra Bizancio. Después de esto, los mongoles invadieron repetidamente el territorio de Bizancio. En 1266, el emperador casó a su hija Eufrósine Paleóloga con Nogai, que no solo adquirió un aliado leal, sino que también bloqueó la actividad de los búlgaros hostiles. Gracias a esta unión, utilizó la asistencia de los mongoles durante dos campañas búlgaras contra Bizancio en 1273 y 1279. Un destacamento mongol de 4 000 soldados fue enviado a Constantinopla en 1282 para luchar contra el despotado de Tesalia.

### El sultanato de Rum y los Beylicatos de Anatolia

Expansión del Sultanato selyúcida de Rum entre el 1100 y el 1243.
Sultanato en torno al 1100
Arrebatado a los Danismendíes hasta el 1174
Arrebatado a los bizantinos hasta el 1182
Nuevas conquistas hasta el 1243

Tras la Reconquista de Constantinopla, la atención de Miguel VIII se centró en la conquista de los Balcanes y las relaciones con Occidente. La frontera oriental y los vecinos turcos fueron totalmente descuidadas. El sultanato de Rum era vasallo, desde su derrota en la batalla de Köse Dağ, del estado de los ilkanes y no representaba un peligro para Bizancio, mientras que, los otros estados turcos más pequeños estaban ocupados por enemistades. Sin embargo, las fuerzas turcas individuales, sin tener en cuenta los tratados internacionales, continuaron realizando redadas depredadoras dentro del imperio. Pero esto sucedió en gran parte debido al cese del apoyo gubernamental a las Akritai.

### Sultanato Mameluco y Trebisonda
En 1262, Miguel VIII y el sultán mameluco de Egipto, Baybars, concluyeron un acuerdo sobre el libre acceso de los buques egipcios al Mar Negro. Miguel también entabló amistades con el sultán mameluco Qalawun, convenciéndole de que ambos estaban en peligro común frente a los latinos.
A pesar de la captura de Constantinopla por Miguel VIII, los emperadores de Trebisonda se negaron a reconocer el Imperio bizantino restaurado. Debido a esto, Bizancio y Trebisonda estuvieron en guerra durante mucho tiempo.
El emperador de Trebisonda, Jorge Comneno, formó una alianza con los opositores de la unión en Bizancio, y también fue miembro de la coalición anti-bizantina de Carlos de Anjou.
En 1282 , el sucesor de Jorge, Juan II, al casarse con la hija de Miguel VIII, Eudoxia Paleóloga, renunció voluntariamente al título de «Emperador y Autócrata de los Romanos», después de recibir a cambio el título de «Emperador y Autócrata de todo el Oriente, Iberia, y las Provincias Transmarinas». Esto fortaleció las relaciones entre los dos estados bizantinos y unió sus fuerzas en la lucha contra los enemigos.

## Relaciones con Rusia
Después de la invasión mongola de Rusia y la Cuarta Cruzada contra el Imperio Bizantino, los contactos entre los principados rusos y los bizantinos prácticamente cesaron. Tras la reconquista de Constantinopla, los contactos también fueron raros: los rusos estaban ocupados con enemistades y otros problemas. Sin embargo, se sabe que en 1278 el metropolitano de Kiev y toda Rusia, Cirilo III y el Kan de la Horda de Oro, Mengu-Timur enviaron al emperador Miguel VIII y al patriarca de Constantinopla Juan XI Becco con el obispo de Sarai Teognosto, como su mensajero, cartas y regalos de cada uno de ellos.

## Muerte
Aunque la amenaza de invasión por parte de los ejércitos latinos se aplazó indefinidamente, era demasiado pronto para calmarse. Literalmente en los mismos días, llegó a Constantinopla la noticia de que el Sebastocrátor Juan, el gobernante de Tesalia, se había alzado en rebelión. El emperador envió urgentemente embajadores a Nogai Kan, pidiéndole cuatro mil mongoles montados y, uniéndolos a su ejército, inició una campaña. Durante el cruce del mar de Mármara hacia Tracia, los barcos cayeron repentinamente en una tormenta, y la salud del Basileus, ya desgastada por muchos asuntos estatales, finalmente se vio sacudida. Afortunadamente, las naves lograron hacer frente a las olas, y el emperador junto con el ejército desembarcan en Redesta, desde donde en noviembre de 1282 se dirigió a la ciudad de Pachomion, que se convirtió en el último lugar de su vida. Allí su salud empeoró aún más y, al sentir el inminente acercamiento a la muerte, se despidió de sus camaradas y parientes. Un sacerdote le realizó la última unción: el emperador estaba en plena memoria y entendía todo. Miguel VIII comulgó, rezó y dijo: "¡Señor, líbrame de esta hora!", cayó sobre la almohada y perdió la vida; solo tenía 58 años. Esto sucedió el 11 de diciembre de 1282.

## Matrimonio y descendencia
1. Manuel (h. 1254 – 1259)
2. Andrónico II Paleólogo (1259 – 1332)
3. Constantino  (1261 – 1306)
4. Irene Paleóloga, casada con el zar Iván Asen III de Bulgaria.
5. Ana Paleóloga, casada con Demetrio Ángelo.
6. Eudoxia Paleóloga, casada con el emperador Juan II de Trebisonda.
7. Teodora Paleóloga, casada con el rey David VI Narin de Georgia e Imereti.

Con su amante, una Diplobatatzaina, tuvo dos hijas ilegítimas:
1. Eufrósine Paleóloga, casada con Nogai Kan.
2. María Paleóloga, casada con Abaqa Kan.

## Ancestros
| \| \| \| \| \| \| \| \| \| \| \| \| \| \| \| \| \| \| \| \| 8. ¿Miguel Ducas Paleólogo? \| \| \| \| \| \| \| \| \| \| \| \| \| \| \| \| \| \| \| \| \| \| \| \| \| \| \| \| \| \| \| \| \| \| \| \| \| \| \| \| \| \| \| \| \| \| \| \| \| \| \| \| \| \| 4. Alejo Ducas Paleólogo \| \| \| \| \| \| \| \| \| \| \| \| \| \| \| \| \| \| \| \| \| \| \| \| \| \| \| \| \| \| \| \| \| \| \| \| \| \| \| \| \| \| \| \| \| \| \| \| \| \| \| \| \| \| 2. Andrónico Paleólogo \| \| \| \| \| \| \| \| \| \| \| \| \| \| \| \| \| \| \| \| \| \| \| \| \| \| \| \| \| \| \| \| \| \| \| \| \| \| \| \| \| \| \| \| \| \| \| \| \| \| \| \| \| \| 10. Juan Cantacuceno \| \| \| \| \| \| \| \| \| \| \| \| \| \| \| \| \| \| \| \| \| \| \| \| \| \| \| \| \| \| \| \| \| \| \| \| \| \| \| \| \| \| \| \| \| \| \| \| \| \| \| \| \| \| 5. Irene Comnena \| \| \| \| \| \| \| \| \| \| \| \| \| \| \| \| \| \| \| \| \| \| \| \| \| \| \| \| \| \| \| \| \| \| \| \| \| \| \| \| \| \| \| \| \| \| \| \| \| \| \| \| \| \| 22. Andrónico Comneno \| \| \| \| \| \| \| \| \| \| \| \| \| \| \| \| \| \| \| \| \| \| \| \| \| \| \| \| \| \| \| \| \| \| \| \| \| \| \| \| \| \| \| \| \| \| \| \| \| \| \| \| \| \| 11. María Comnena \| \| \| \| \| \| \| \| \| \| \| \| \| \| \| \| \| \| \| \| \| \| \| \| \| \| \| \| \| \| \| \| \| \| \| \| \| \| \| \| \| \| \| \| \| \| \| \| \| \| \| \| \| \| 23. Irene Aineidasa \| \| \| \| \| \| \| \| \| \| \| \| \| \| \| \| \| \| \| \| \| \| \| \| \| \| \| \| \| \| \| \| \| \| \| \| \| \| \| \| \| \| \| \| \| \| \| \| \| \| \| \| \| \| 1. Miguel VIII Paleólogo \| \| \| \| \| \| \| \| \| \| \| \| \| \| \| \| \| \| \| \| \| \| \| \| \| \| \| \| \| \| \| \| \| \| \| \| \| \| \| \| \| \| \| \| \| \| \| \| \| \| \| \| \| \| 12. Jorge Comneno Ducas Paleólogo \| \| \| \| \| \| \| \| \| \| \| \| \| \| \| \| \| \| \| \| \| \| \| \| \| \| \| \| \| \| \| \| \| \| \| \| \| \| \| \| \| \| \| \| \| \| \| \| \| \| \| \| \| \| 6. Alejo Paleólogo \| \| \| \| \| \| \| \| \| \| \| \| \| \| \| \| \| \| \| \| \| \| \| \| \| \| \| \| \| \| \| \| \| \| \| \| \| \| \| \| \| \| \| \| \| \| \| \| \| \| \| \| \| \| 13.¿Irene Comnena Cantacucena? \| \| \| \| \| \| \| \| \| \| \| \| \| \| \| \| \| \| \| \| \| \| \| \| \| \| \| \| \| \| \| \| \| \| \| \| \| \| \| \| \| \| \| \| \| \| \| \| \| \| \| \| \| \| 3. Teodora Angelina Paleóloga \| \| \| \| \| \| \| \| \| \| \| \| \| \| \| \| \| \| \| \| \| \| \| \| \| \| \| \| \| \| \| \| \| \| \| \| \| \| \| \| \| \| \| \| \| \| \| \| \| \| \| \| \| \| 28. Andrónico Ducas Ángelo \| \| \| \| \| \| \| \| \| \| \| \| \| \| \| \| \| \| \| \| \| \| \| \| \| \| \| \| \| \| \| \| \| \| \| \| \| \| \| \| \| \| \| \| \| \| \| \| \| \| \| \| \| \| 14. Alejo III Ángelo \| \| \| \| \| \| \| \| \| \| \| \| \| \| \| \| \| \| \| \| \| \| \| \| \| \| \| \| \| \| \| \| \| \| \| \| \| \| \| \| \| \| \| \| \| \| \| \| \| \| \| \| \| \| 29. Eufrósine Castamonitissa \| \| \| \| \| \| \| \| \| \| \| \| \| \| \| \| \| \| \| \| \| \| \| \| \| \| \| \| \| \| \| \| \| \| \| \| \| \| \| \| \| \| \| \| \| \| \| \| \| \| \| \| \| \| 7. Irene Comnena Angelina \| \| \| \| \| \| \| \| \| \| \| \| \| \| \| \| \| \| \| \| \| \| \| \| \| \| \| \| \| \| \| \| \| \| \| \| \| \| \| \| \| \| \| \| \| \| \| \| \| \| \| \| \| \| 30. Andrónico Ducas Kamatero \| \| \| \| \| \| \| \| \| \| \| \| \| \| \| \| \| \| \| \| \| \| \| \| \| \| \| \| \| \| \| \| \| \| \| \| \| \| \| \| \| \| \| \| \| \| \| \| \| \| \| \| \| \| 15. Eufrósine Ducaina Kamaterina \| \| \| \| \| \| \| \| \| \| \| \| \| \| \| \| \| \| \| \| \| \| \| \| \| \| \| \| \| \| \| \| \| \| \| \| \| \| \| \| \| \| \| \| \| \| \| \| \| \| \| \| \| \| 31. Cantacucena desconocida \| \| \| \| \| \| \| \| \| \| \| \| \| \| \| \| \| \| \| \| \| \| \| \| \| \| \| \| \| \| \| \| \| \| \| \| \| \| \| \| \| \| \| \| \| \| \| \| \| \| \| \| |                                   |  |  |  |  |  |  |  |  |  |  |  |  |  |  |  |
| |                                   |  |  |  |  |  |  |  |  |  |  |  |  |  |  |  |
| | 8. ¿Miguel Ducas Paleólogo?       |  |  |  |  |  |  |  |  |  |  |  |  |  |  |  |
| |                                   |  |  |  |  |  |  |  |  |  |  |  |  |  |  |  |
| |                                   |  |  |  |  |  |  |  |  |  |  |  |  |  |  |  |
| | 4. Alejo Ducas Paleólogo          |  |  |  |  |  |  |  |  |  |  |  |  |  |  |  |
| |                                   |  |  |  |  |  |  |  |  |  |  |  |  |  |  |  |
| |                                   |  |  |  |  |  |  |  |  |  |  |  |  |  |  |  |
| | 2. Andrónico Paleólogo            |  |  |  |  |  |  |  |  |  |  |  |  |  |  |  |
| |                                   |  |  |  |  |  |  |  |  |  |  |  |  |  |  |  |
| |                                   |  |  |  |  |  |  |  |  |  |  |  |  |  |  |  |
| | 10. Juan Cantacuceno              |  |  |  |  |  |  |  |  |  |  |  |  |  |  |  |
| |                                   |  |  |  |  |  |  |  |  |  |  |  |  |  |  |  |
| |                                   |  |  |  |  |  |  |  |  |  |  |  |  |  |  |  |
| | 5. Irene Comnena                  |  |  |  |  |  |  |  |  |  |  |  |  |  |  |  |
| |                                   |  |  |  |  |  |  |  |  |  |  |  |  |  |  |  |
| |                                   |  |  |  |  |  |  |  |  |  |  |  |  |  |  |  |
| | 22. Andrónico Comneno             |  |  |  |  |  |  |  |  |  |  |  |  |  |  |  |
| |                                   |  |  |  |  |  |  |  |  |  |  |  |  |  |  |  |
| |                                   |  |  |  |  |  |  |  |  |  |  |  |  |  |  |  |
| | 11. María Comnena                 |  |  |  |  |  |  |  |  |  |  |  |  |  |  |  |
| |                                   |  |  |  |  |  |  |  |  |  |  |  |  |  |  |  |
| |                                   |  |  |  |  |  |  |  |  |  |  |  |  |  |  |  |
| | 23. Irene Aineidasa               |  |  |  |  |  |  |  |  |  |  |  |  |  |  |  |
| |                                   |  |  |  |  |  |  |  |  |  |  |  |  |  |  |  |
| |                                   |  |  |  |  |  |  |  |  |  |  |  |  |  |  |  |
| | 1. Miguel VIII Paleólogo          |  |  |  |  |  |  |  |  |  |  |  |  |  |  |  |
| |                                   |  |  |  |  |  |  |  |  |  |  |  |  |  |  |  |
| |                                   |  |  |  |  |  |  |  |  |  |  |  |  |  |  |  |
| | 12. Jorge Comneno Ducas Paleólogo |  |  |  |  |  |  |  |  |  |  |  |  |  |  |  |
| |                                   |  |  |  |  |  |  |  |  |  |  |  |  |  |  |  |
| |                                   |  |  |  |  |  |  |  |  |  |  |  |  |  |  |  |
| | 6. Alejo Paleólogo                |  |  |  |  |  |  |  |  |  |  |  |  |  |  |  |
| |                                   |  |  |  |  |  |  |  |  |  |  |  |  |  |  |  |
| |                                   |  |  |  |  |  |  |  |  |  |  |  |  |  |  |  |
| | 13.¿Irene Comnena Cantacucena?    |  |  |  |  |  |  |  |  |  |  |  |  |  |  |  |
| |                                   |  |  |  |  |  |  |  |  |  |  |  |  |  |  |  |
| |                                   |  |  |  |  |  |  |  |  |  |  |  |  |  |  |  |
| | 3. Teodora Angelina Paleóloga     |  |  |  |  |  |  |  |  |  |  |  |  |  |  |  |
| |                                   |  |  |  |  |  |  |  |  |  |  |  |  |  |  |  |
| |                                   |  |  |  |  |  |  |  |  |  |  |  |  |  |  |  |
| | 28. Andrónico Ducas Ángelo        |  |  |  |  |  |  |  |  |  |  |  |  |  |  |  |
| |                                   |  |  |  |  |  |  |  |  |  |  |  |  |  |  |  |
| |                                   |  |  |  |  |  |  |  |  |  |  |  |  |  |  |  |
| | 14. Alejo III Ángelo              |  |  |  |  |  |  |  |  |  |  |  |  |  |  |  |
| |                                   |  |  |  |  |  |  |  |  |  |  |  |  |  |  |  |
| |                                   |  |  |  |  |  |  |  |  |  |  |  |  |  |  |  |
| | 29. Eufrósine Castamonitissa      |  |  |  |  |  |  |  |  |  |  |  |  |  |  |  |
| |                                   |  |  |  |  |  |  |  |  |  |  |  |  |  |  |  |
| |                                   |  |  |  |  |  |  |  |  |  |  |  |  |  |  |  |
| | 7. Irene Comnena Angelina         |  |  |  |  |  |  |  |  |  |  |  |  |  |  |  |
| |                                   |  |  |  |  |  |  |  |  |  |  |  |  |  |  |  |
| |                                   |  |  |  |  |  |  |  |  |  |  |  |  |  |  |  |
| | 30. Andrónico Ducas Kamatero      |  |  |  |  |  |  |  |  |  |  |  |  |  |  |  |
| |                                   |  |  |  |  |  |  |  |  |  |  |  |  |  |  |  |
| |                                   |  |  |  |  |  |  |  |  |  |  |  |  |  |  |  |
| | 15. Eufrósine Ducaina Kamaterina  |  |  |  |  |  |  |  |  |  |  |  |  |  |  |  |
| |                                   |  |  |  |  |  |  |  |  |  |  |  |  |  |  |  |
| |                                   |  |  |  |  |  |  |  |  |  |  |  |  |  |  |  |
| | 31. Cantacucena desconocida       |  |  |  |  |  |  |  |  |  |  |  |  |  |  |  |
| |                                   |  |  |  |  |  |  |  |  |  |  |  |  |  |  |  |
| |                                   |  |  |  |  |  |  |  |  |  |  |  |  |  |  |  |